# Eugène Criqui
Vous lisez un « bon article » labellisé en 2022.
Eugène Criqui, né le 15 août 1893 dans le 4e arrondissement de Paris et mort le 7 mars 1977 à Noisy-le-Grand en Seine-Saint-Denis,  est un boxeur français, champion du monde des poids plumes en 1923.
Champion de France des poids mouches avant la Première Guerre mondiale avec un style scientifique, le boxeur est gravement blessé à la mâchoire par une balle allemande pendant la bataille des Éparges. Opéré à de multiples reprises, il devient « Gégène la Gueule cassée ». Loin d'abandonner le sport, le Parisien devient un redoutable cogneur sous la direction de Robert Eudeline. Au début des années 1920, une longue tournée australienne pleine de succès et une victoire expéditive sur Charles Ledoux lui ouvrent les portes des principaux championnats internationaux.
Face aux meilleurs athlètes de la catégorie des poids plumes, de tous les continents, ses exploits lui valent le surnom de « Roi du KO ». Eugène Criqui devient l'incontestable champion d'Europe en battant Arthur Wyns puis en défendant sa ceinture à trois reprises. Le rescapé de l'enfer voyage en Amérique pour contester à Johnny Kilbane son titre de champion du monde des poids plumes. Le 2 juin 1923 au Polo Grounds, son triomphe par knockout au sixième round du combat en fait un fleuron du sport français. Le deuxième champion du monde français de boxe anglaise ne le reste que deux mois. Détrôné par Johnny Dundee, il rentre en France sans ceinture mondiale.
La perte de son titre mondial marque le début de son déclin. Blessé à la main lors d'un combat caritatif pour les laboratoires, Criqui est moins actif, moins en rythme. Il enchaîne plusieurs défaites avant de prendre sa retraite sur une ultime victoire en 1928. Reconverti entraîneur, il ne connaît pas la même réussite depuis l'extérieur des rings. Modeste et simple, l'ancienne gloire s'éloigne peu à peu du milieu de la boxe. Un gala est organisé à son profit sous l'Occupation, l'ancien soldat n’ayant pour revenu qu’une pension d'invalidité pour le reste de sa vie. Vice-président de l'Association amicale des anciens combattants et mutilés, il devient aveugle avant de mourir en 1977. Son entrée au panthéon de la boxe, l'International Boxing Hall of Fame, en 2005, le fait sortir d'un long oubli.

## Biographie

### Jeunesse et premiers combats

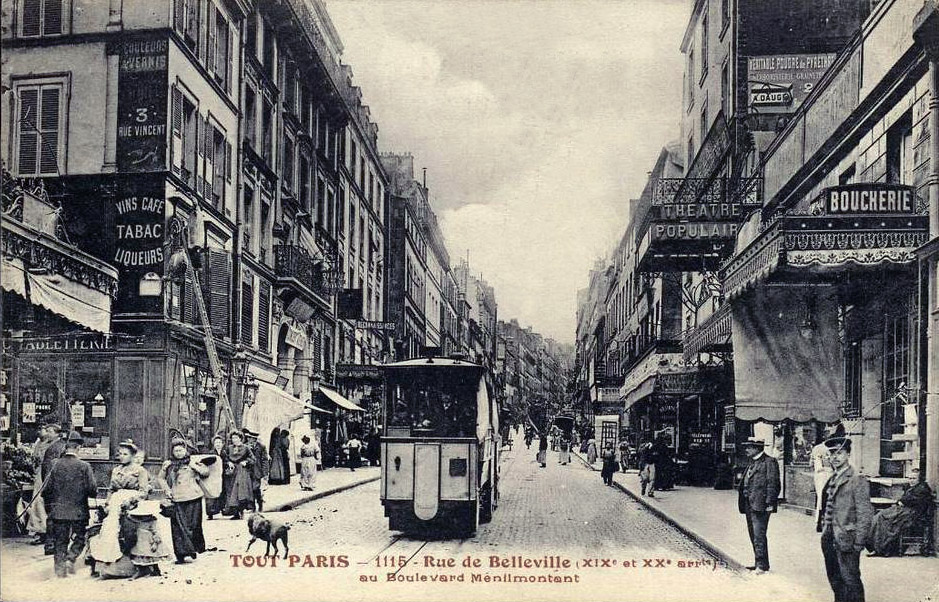
Les rues du quartier de Belleville voient grandir Eugène Criqui au début du XXème siècle.

Eugène Criqui naît le 15 août 1893 dans le 4e arrondissement de Paris. Il est le fils d'Eugène Félix Criqui, garçon de café et sommelier originaire de Strasbourg, et de Joséphine Marie Garnier, domestique native de la Mayenne, mariés le 6 octobre 1892 dans le 3e arrondissement de Paris,. Le jeune garçon ne s'attarde pas à l'école et aide financièrement sa famille modeste en travaillant dès l'âge de treize ans. Il travaille en tant qu'apprenti tourneur-décolleteur dans une usine de la rue Saint-Maur à Belleville,. Criqui n'a pas bon caractère et son apparence chétive cache une force insoupçonnable. Petit voyou, il apprend à se battre dans la rue et remporte régulièrement ses duels,.
Vers l'âge de seize ans, il fait la connaissance d'Auguste Saint-Didier qui vient de monter une société de sportifs où la boxe anglaise tient la place principale,. Criqui entre dans la société et commence les combats officiels entre les cordes en tant que professionnel en 1910. De son propre aveu, Criqui ne s'entraîne ni physiquement ni techniquement, et progresse par l'observation et les combats d'entraînements face à Georges Bernard, Paul Manceau ou encore Lucien Vinez. Saint-Didier le lance dans le championnat des novices organisé au Wonderland. Après plusieurs victoires en tours éliminatoires, il s'incline face à son camarade d'entraînement Lucien Vinez, plus lourd que lui de 8 kg,. Perdant mais heureux, car le créateur de la compétition, Théodore Vienne, lui donne 75 francs.
En décembre 1911, le boxeur parisien affronte l'Anglais Buster Brown au Wonderland pour quatre-vingts francs. Il le met knockout rapidement dans la première reprise, si bien que le public réclame qu'il combatte une deuxième fois, cette-fois contre le Martiniquais Cherubin Durocher,,.

### Champion de France d'avant-guerre (1912-1914)

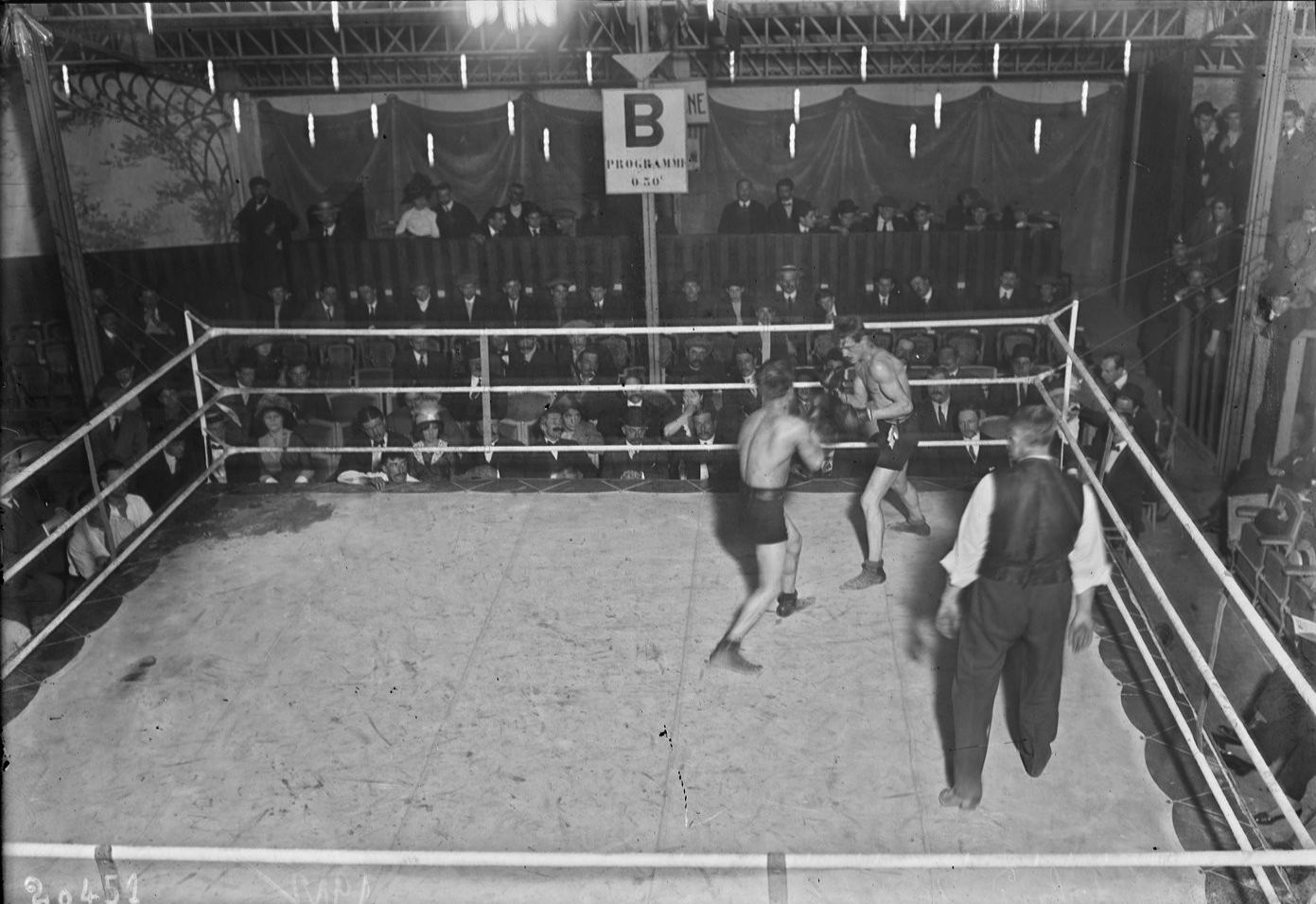
Combat entre Criqui contre Dastillon au Wonderland le 11 mai 1912.

Le 14 février 1912, Eugène Criqui devient champion de France des poids mouches en dominant manifestement René Voirin, ce qui lui vaut d'être proclamé vainqueur à l'unanimité des trois juges,,. À la fin de l'année, il voyage pour la première fois de sa carrière à l'étranger et va battre aux points le Britannique Tom Smith sur ses terres. De retour en France, Criqui remet en jeu son titre national contre Francis Charles,. Au Cirque d'Hiver, le champion bat son challenger par abandon au dix-septième round, mais il perd son titre, les organisateurs ne sont pas en règle avec la Fédération française de boxe qui décide de retirer le titre au boxeur au profit d'Albert Bouzonnie. Pour reconquérir son bien, Criqui doit affronter le champion désigné, ce qu'il fait à l'Élysée-Montmartre en février 1913. Il le bat aux points à l'issue d'un match terne, mais Bouzonnie conserve son titre parce que la rencontre n'a pas été précédée d'un défi,. Un mois plus tard, Criqui rencontre, à Paris, le champion britannique Sid Smith (en) qui gagne le combat, en vingt rounds, aux points.
Eugène Criqui traverse la Manche pour affronter le champion d'Angleterre Percy Jones à Liverpool le 12 février 1914. Reconnu comme le champion du monde de la catégorie, Jones ne met aucun titre en jeu et est surpris par le batailleur français qui le bat aux points,. Les deux hommes signent rapidement pour se disputer quelques semaines plus tard une revanche avec les titres comme enjeu. Pour se préparer, Criqui multiple les combats et les victoires, face à Gaston Simon, Cherubin Durocher, Jack Bertin et Pat McAllister,. Le grand match se tient le 26 mars, une nouvelle fois à Liverpool. Les deux champions doivent se présenter à la limite des poids mouches (50,800 kg), soit plus de deux kilogrammes de moins que pour la première rencontre. Le Gallois prend l'avantage sur un Criqui, fatigué, amaigri, dès la deuxième reprise, l'envoyant au tapis à deux reprises sept et huit secondes. S'il passe à côté de son combat, le Parisien va jusqu'au terme de celui-ci et est logiquement annoncé perdant aux points par les juges,,.
Si sa défaite par knockout contre Charles Ledoux et son courage sont remarqués par la presse, la différence de puissance entre « Cyclone Ledoux » et la mécanique plus fragile de Criqui ne fait aucun doute. Lorsque sa carrière pugilistique est interrompue par la Première Guerre mondiale, le boxeur parisien est dans l'ombre du champion français incontesté de sa catégorie.

### Gueule cassée à la mâchoire de fer (1914-1916)

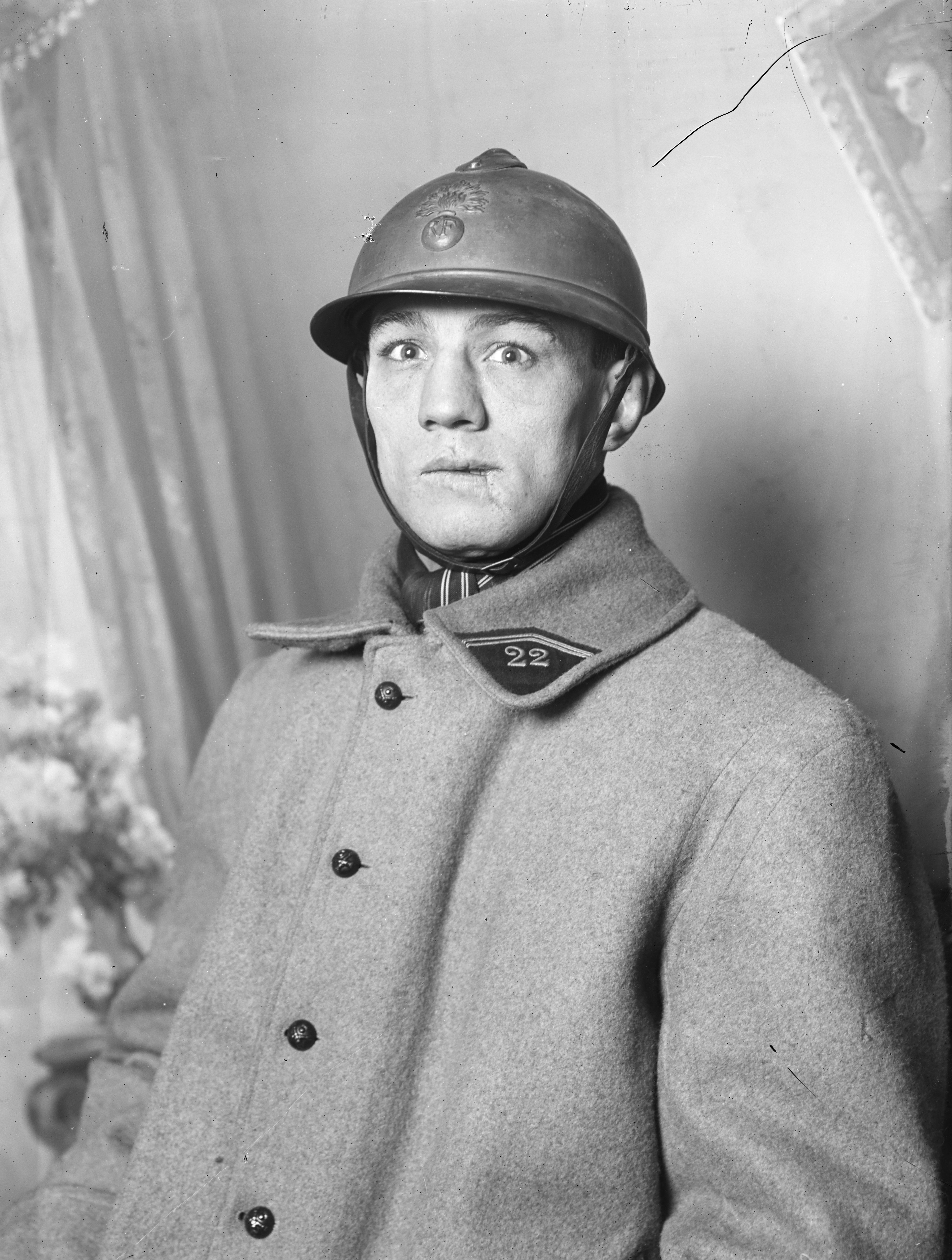
Photographie de presse d'Eugène Criqui en tenue de poilu en 1921.

Réformé de service militaire — officiellement parce que trop maigre et chétif, officieusement sur demande de son manager et grâce aux privilèges du sportif —, Eugène Criqui s'engage lorsque la mobilisation française est déclenchée en août 1914. Le boxeur est affecté le 1er septembre au 54e régiment d'infanterie de ligne à Compiègne qu'il rejoint par la voie ferrée,. Armé d'un fusil Lebel, habillé d'un képi et pantalon rouge vif, Criqui suit le début de sa formation en Picardie,. Après le passage obligatoire à la vaccination anti-typhoïdique, l'athlète s'illustre sur le champ de tir dès les premiers jours de sa formation bien qu'il épaule et vise en gaucher, son œil droit étant toujours marqué par son affrontement avec Charles Ledoux. Criqui rejoint la Mayenne en camion pour deux nouvelles semaines d'entraînement afin de terminer sa formation à Laval. Par la voie ferrée et une longue randonnée dans la campagne, le régiment atteint le front près de Rupt-en-Woëvre dans la Meuse. Le soldat enchaîne les gardes dans les tranchées. L'hiver et les rats n'épargnent personne sur la tranchée de Calonne où les obus pleuvent en février 1915.
La vie de l'ancien boxeur bascule le 14 mars 1915 aux Éparges :

« Et je m'installe, fusil chargé, à mon créneau, guettant. Tout à coup, une tache grise remue là-bas. Instinctivement, j'ai tiré. [...] La tache a disparu. Je recharge et reviens au créneau. Je regarde une ou deux secondes le champ bouleversé qui s'offre à ma vue... Et, tout à coup, vlan ! ... un coup de cravache me cingle le visage. Je tombe assis dans la tranchée. »

— Eugène Criqui, propos recueillis par Robert Bré pour Match l'intran en 1932.
Blessé par une balle à fragmentation à la tête, le soldat perd une partie de sa denture (22 dents), sa mâchoire est fracturée, sa langue sectionnée en deux,. Soigné en urgence dans un hôpital de fortune de Rupt-en-Woëvre, son hémorragie est jugulée et il est stabilisé pour être transféré à Verdun. Deux jours plus tard, Criqui est opéré. Le médecin réussit à enlever le plomb de la balle mais sept fragments de l'enveloppement en nickel de celle-ci restent incrustés dans l'os maxillaire. Une fois ces fragments enlevés et sa mâchoire recousue, Criqui est transféré par convoi sanitaire à l'hôpital de Neuville-sur-Saône. Les opérations de chirurgie maxillofaciale se multiplient dans les semaines qui suivent, Gégène s'alimente de bouillie, se désaltère à la paille et n'a plus l'usage de la parole,.
Consolidée par un appareil en fer, sa mâchoire se ressoude peu à peu. À l'hôpital, il teste la solidité de sa mâchoire et est rassuré sur sa possibilité de poursuivre sa carrière de boxeur. Cette prothèse, que Criqui conservera lors de ses combats, lui vaut le surnom de « Mâchoire de fer ». Il est renvoyé à son dépôt à Laval où il peine à se nourrir, et un colonel le fait réformer temporairement pour une année.

### Champion d'après-guerre

#### Retour sur les rings (1917-1919)
Eugène Criqui pense arrêter la boxe anglaise et cherche du travail lorsqu'il rencontre par hasard Robert Eudeline dans la rue. Pionnier de la boxe en France, originaire du Havre, Eudeline l’invite à faire de la culture physique dans sa salle parisienne. L'ancien boxeur reprend progressivement la boxe dans le groupe d'entraînement du « manager sans chapeau » en décembre 1917 aux côtés de boxeurs renommés comme Georges Papin, Constant Pluyette et Raymond Vittet. Son nouvel entraîneur oblige son nouveau poulain à changer de style et lui fait travailler sa puissance. Poussé à frapper un ballon de sable sans s'arrêter, Criqui s'entraîne à contre-cœur jusqu'à avoir un déclic en envoyant au tapis Maesens au Cercle Hoche. Lorsqu'il retrouve les rings, Eugène Criqui est un homme différent de celui d'avant-guerre, plus mature et expérimenté, transformé par la blessure et confiant en sa puissance. Il enchaîne plus d'une vingtaine de combats entre l'automne 1917 et l'hiver 1918, principalement au National Sporting Club de Paris qui organise des soirées hebdomadaires.
Affecté au 22e Régiment d'Infirmier, il participe au tri des blessés pour les transporter dans des hôpitaux correspondant à leurs blessures. Il n'est démobilisé que le 2 avril 1919. Parallèlement, il enchaîne les succès avant la limite contre Auguste Grassi, Cherubin Durocher, Joseph Marty, Eugene Clifford ou encore Jimmy O'Day. Si Arthur Wyns résiste jusqu'au terme du combat, il finit assommé, mitraillé de coups. Après la fin des hostilités, Eugène Criqui poursuit une ascension fulgurante et accumule les victoires : Osmin Lurie, Jimmy Doyle, Kid Sullivan, Léon Poutet, Digger Evans, Walter Ross, et Sam Keller s'ajoutent à la liste des vaincus. Seuls le Britannique Tommy Noble (en) et l'Américain Pal Moore le battent par knockout,.
En avril 1920, Criqui domine l'Américain Joe Mandell au Cirque de Paris. Malgré une série de victoires, Eugène Criqui reste largement considéré à la fin des années 1910 comme un « champion modeste » qui ne peut rivaliser avec les meilleurs boxeurs de sa catégorie.

#### Tournée australienne triomphale (1920-1921)
À l'automne 1920, Eugène Criqui fait partie de la tournée organisée par son manager Robert Eudeline en Australie avec Arthur Wyns, Francis Charles et André Dupré. Le long voyage qui part de Toulon fait d'abord une escale à Port-Saïd. La forte chaleur lors de la traversée de la mer Rouge fait trois morts parmi les passagers de l'Osmonde et amaigrit les boxeurs. L'équipe retrouve ses forces dans l'océan Indien avant l'escale à Colombo.
Les Australiens opposent à Criqui des hommes de second plan ou d'anciens champions. Pour son premier combat en Australie, Eugène Criqui domine Vince Blackburn au Sydney Stadium par knockout en octobre, avant de récidiver en mettant hors combat en quatre rounds le poids plume Jack Green,. Il enchaîne contre Bert Spargo en décembre, gagnant de multiples surnoms,. Si les autres boxeurs européens du groupe déçoivent, Eugène Criqui reçoit les louanges de la presse sportive australienne.
L'athlète se voit proposer des adversaires de la catégorie supérieure mais ces derniers subissent le même sort. Le poids coq Jerry Sullivan est mis hors combat en treize reprises après un combat mouvementé. Le Français attire les foules et s'impose le 5 février 1921 contre Sid Godfrey devant 18 000 personnes. Les Australiens demandent au Français et à son entraîneur de prolonger leur séjour dans le pays d'un mois pour affronter les Philippins Silvino Jamito et Dencio Cabanela qu'il bat avec difficulté.
Le 27 septembre 1921, de retour en France, Eugène Criqui remporte le titre de champion de France des poids plumes en battant Auguste Grassi par KO dès la 1re reprise,. Il se montre à son avantage contre Alfons Spaniers avant de confirmer sa ceinture nationale aux dépens de Georges Gaillard qu'il contraint à l’abandon, un renoncement vivement critiqué par le public du Cirque de Paris.

#### Champion d'Europe (1922)
Le 4 février 1922 au Cirque de Paris, Eugène Criqui retrouve son grand rival Charles Ledoux, champion d'Europe des poids coqs, dans un choc entre deux champions français. Criqui conserve le souvenir de la « raclée » que lui a mise son compatriote à l'Élysée-Montmartre juste avant la guerre. La rencontre est attendue depuis plusieurs années mais la tournée de Ledoux en Amérique puis de Criqui en Australie ont repoussé l'échéance des retrouvailles. Dès l'entame du combat, l'avantage de taille de Criqui lui permet de viser et de frapper fort en plongeant avec des droites au menton. Victorieux du favori en seulement 83 secondes, Criqui confirme sa qualité. Ce succès lui ouvre les portes de tous les championnats, à commencer par celui d'Europe contre le Belge Arthur Wyns,. Ce dernier s'accroche à sa ceinture européenne et esquive pendant de nombreuses semaines les propositions françaises, obligeant Criqui à se rendre disponible tout en refusant de l'affronter en déclinant les offres de bourses. Le Français patiente en surclassant Ben Callicott, Joe Fox, Joseph Youyou et Tom Anderson.
Le 9 septembre au Vélodrome d'Hiver, Eugène Criqui retrouve le champion belge dans le ring pour la revanche. Après trois reprises égales, le Belge faisant même une belle impression, Gégène prend le dessus d'une droite dans la quatrième reprise. Dès lors, Wyns multiplie les comptes, il titube, s'aide des cordes, tente de survivre à la violence de Criqui. Après un énième compte de neuf secondes dans la sixième reprise, Prémont, le manager de Wyns, jette l'éponge et met fin au spectacle d'horreur. Cette nouvelle étape sur la route du championnat du monde place Criqui comme l'un des meilleurs boxeurs d'une catégorie jugée comme la plus chargée en valeurs pugilistiques.
La propagande sportive française n'hésite pas à utiliser son histoire militaire pour faire sa promotion. Le Français multiplie les combats internationaux et se voit opposer au champion d'Angleterre, Billy Matthews, qui se proclame champion d'Europe après avoir également battu Arthur Wyns. Devant un Vélodrome d'Hiver comble, Criqui donne une punition à son adversaire qui prouve ses qualités défensives. S'il est bien protégé, Matthews subit et les coups de Criqui boursoufflent et ensanglantent sa figure. Tombé deux fois au tapis au douzième round, l'Anglais résiste jusqu'à la dixième reprise lors de laquelle l'arbitre met un terme à son agonie et arrête le combat après qu'il s'est relevé à la dernière seconde. Criqui est champion d'Europe et son succès ne souffre aucune contestation. Après le combat, Matthews déclare : « Je rends hommage à la grande valeur de votre champion. C'est un boxeur remarquable que je suis heureux d'avoir rencontré ».

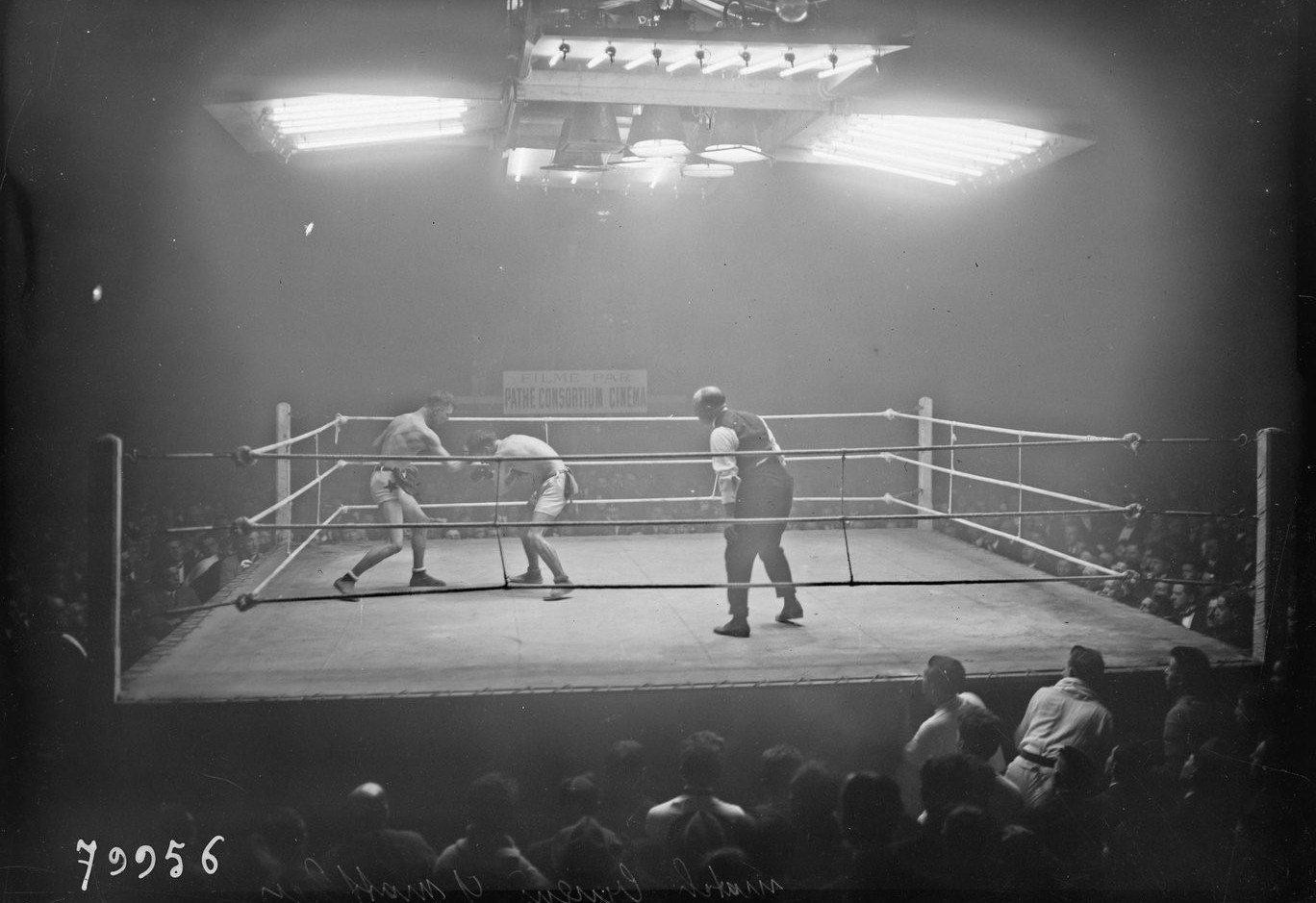
Criqui frappe un Matthews replié sur lui-même.
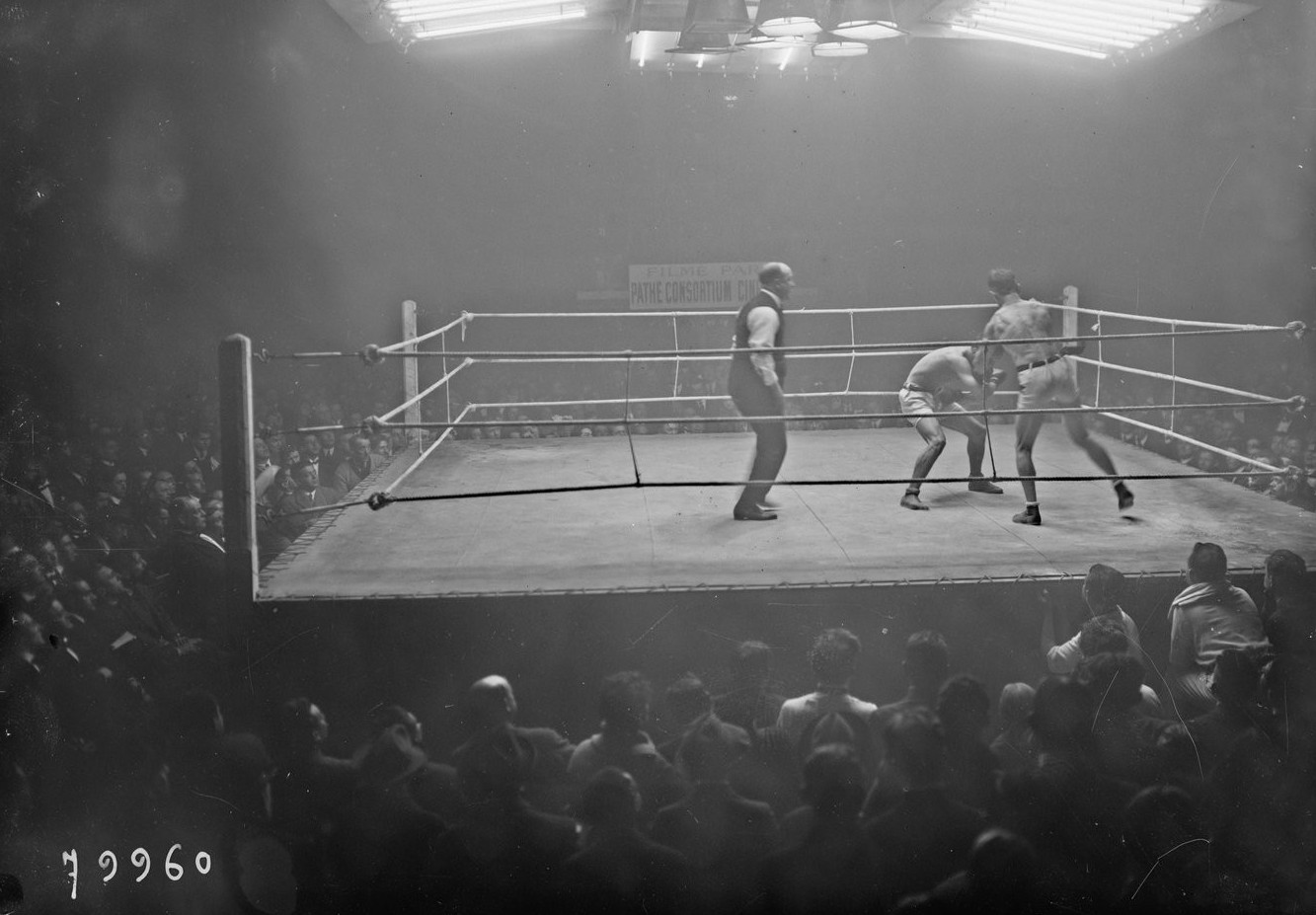
Défense atypique de Matthews, bras en croix devant le buste.
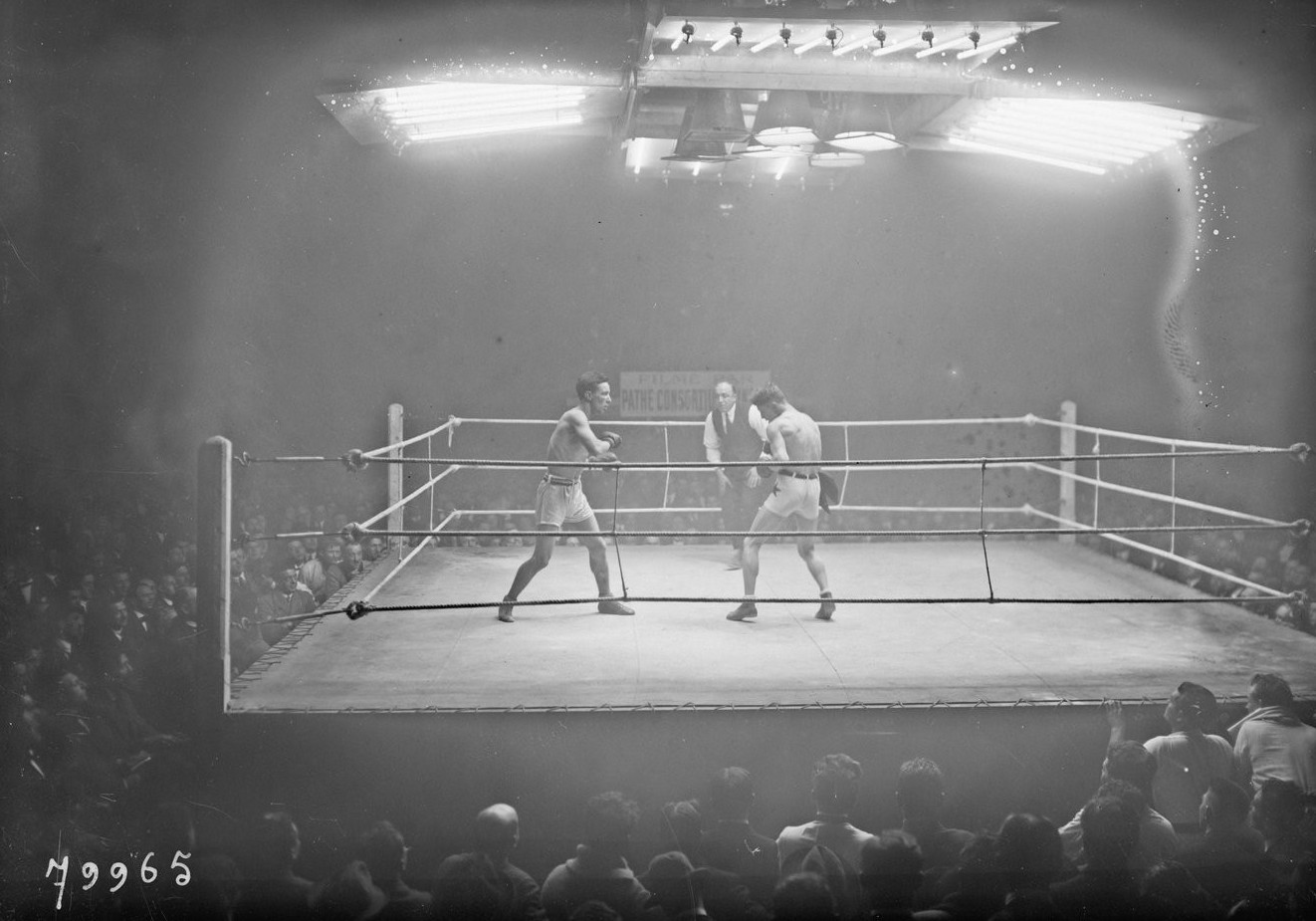
Face à face debout.
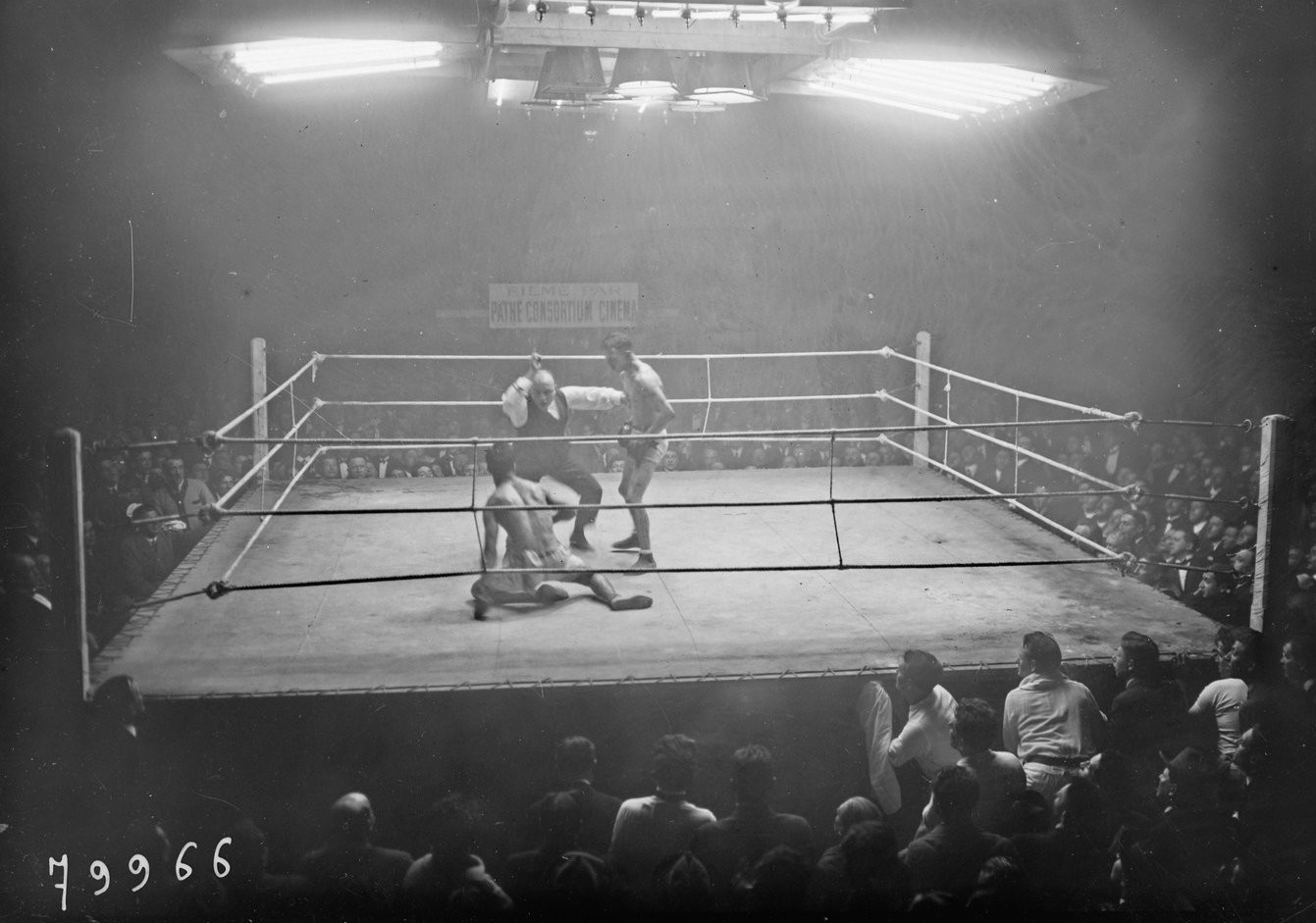
Matthews est au tapis.
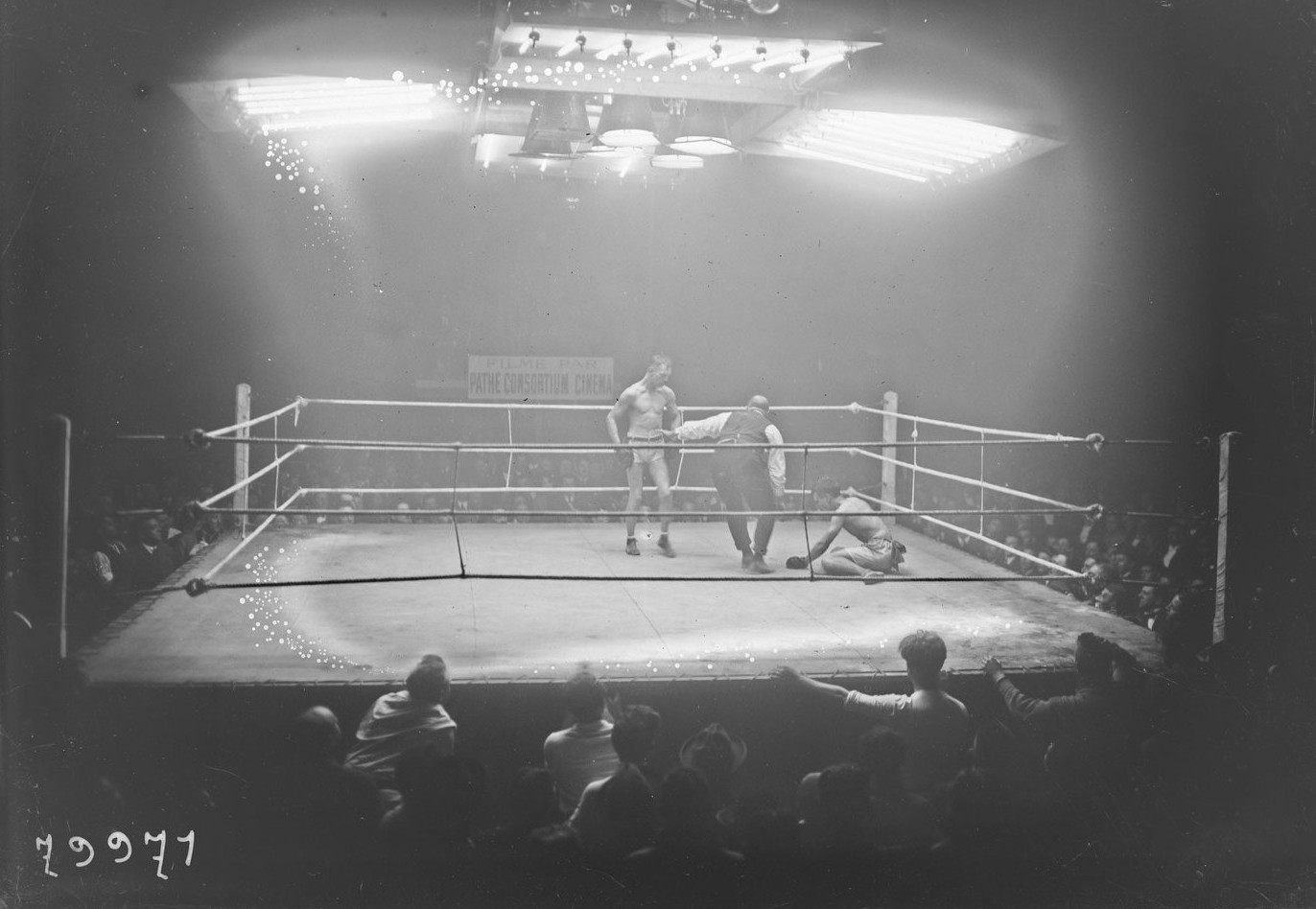
L'Anglais retourne au tapis.

#### Champion du monde (1923)

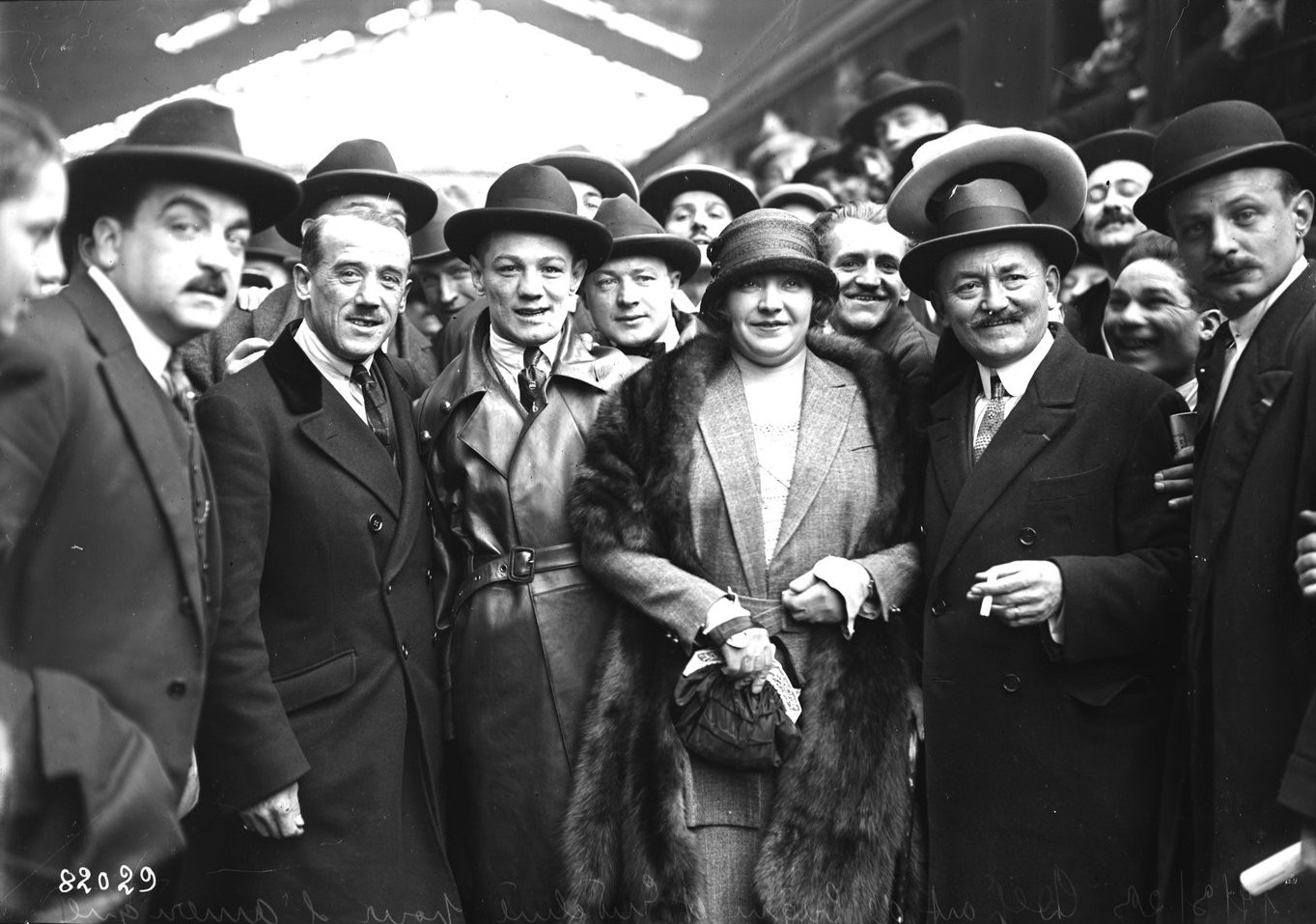
Départ pour l'Amérique en mars 1923.

Sa série de victoires et son titre de champion d'Europe, bien que peu reconnu aux États-Unis, valent à Eugène Criqui d'être un candidat au titre de champion du monde poids plumes. Le 17 mars 1923, Eugène Criqui monte avec son manager Robert Eudeline dans le train à la gare Saint-Lazare pour Le Havre où il embarque dans le paquebot transatlantique Paris en direction de l'Amérique,. Dès son arrivée à quai, le boxeur français est l'objet de manifestations de sympathie d'Américains, au moins autant pour son parcours militaire que pour ses exploits sportifs,. Le clan français apprend que le combat pour lequel ils ont fait voyage est loin d'être conclu, la commission de boxe de l'État de New York contestant à Johnny Kilbane sa licence pour disputer le championnat du monde au Français sans le défendre auparavant face à Johnny Dundee. Après un mois de négociations, le Français s'engage, pour débloquer la situation, à affronter ce dernier s'il remporte le titre,. Pendant un mois et demi, Eugène Criqui s'entraîne à Manhasset, aidé par Léon Poutet et Mario, arrivés quelques semaines après lui, tout comme sa femme et son masseur Darras,. Les Français se sont installés dans une grande villa de douze pièces, permettant d'installer un ring à l'intérieur et un autre en extérieur.
Le combat pour le titre se déroule le 2 juin 1923 au Polo Grounds de New York. Toute la nuit, plus de trois cents ouvriers travaillent à l'aménagement de la grande arène. Le ring est placé sur la pelouse de l'habituel stade de baseball et accueille jusqu'à 40 000 spectateurs. Sous une chaleur torride, l'attente autour de la rencontre est importante. Des nombreux paris sont pris sur le combat, tellement que le conseil de la commission de boxe de New York désigne au dernier instant les juges et l'arbitre pour éviter toute tricherie. Johnny Kilbane, champion NBA incontesté de la catégorie depuis douze ans, est le favori des pronostics,.
Entouré par des anciens combattants français, Eugène Criqui monte sur le ring en fin d'après-midi. Après une présentation des deux boxeurs, le combat débute. Après un premier round d'observation, Eugène Criqui prend la mesure du champion américain et marque des points avec des coups appuyés à l'estomac. Kilbane excelle dans le blocage, obligeant le Français à se montrer patient. Dans la cinquième reprise, Eugène Criqui trouve l'ouverture avec un crochet du droit. Kilbane est ébranlé, il saigne de la bouche. Criqui en profite pour poursuivre dans le round suivant son travail de démolition au corps avant d'envoyer le champion du monde au tapis d'un nouveau crochet du droit à la mâchoire. Kilbane tente de se relever, est sur les genoux alors que l'arbitre compte « six » avant de s'effondrer. Vainqueur par KO à la 6e reprise, Eugène Criqui devient le deuxième Français à décrocher un titre mondial après Georges Carpentier,.

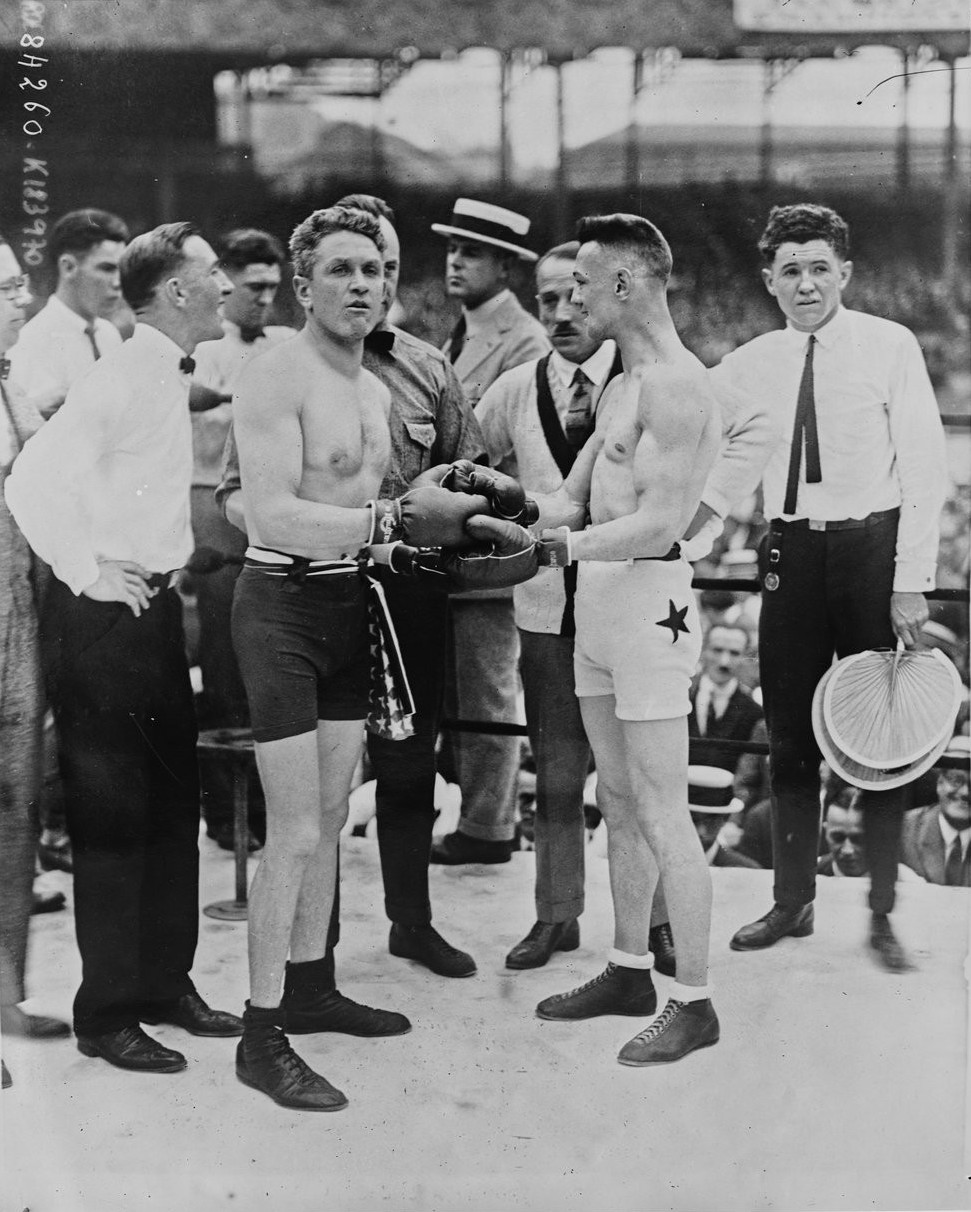
Face à face de Criqui et Kilbane.
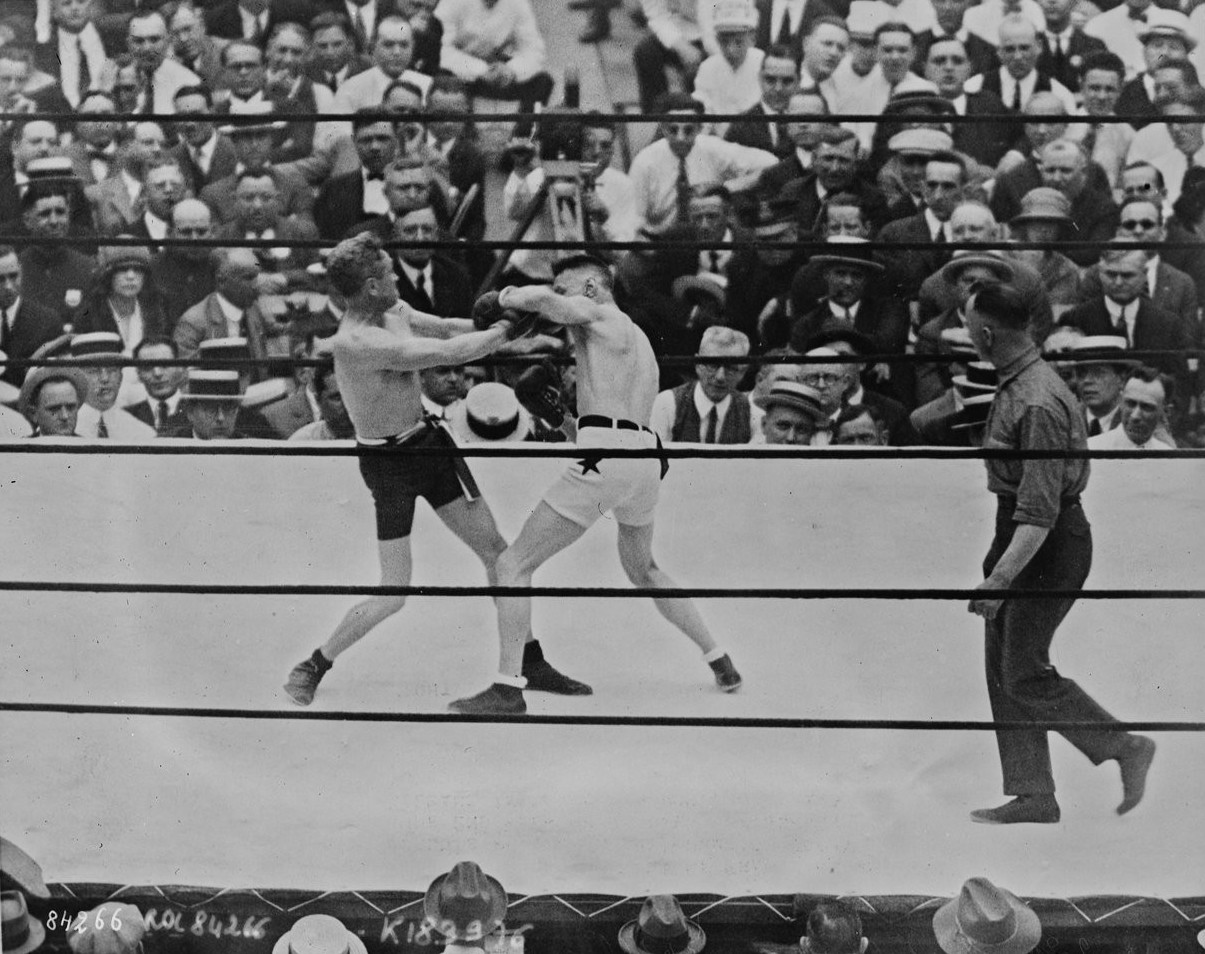
Le francilien passe au-dessus de la garde de l'Américain.
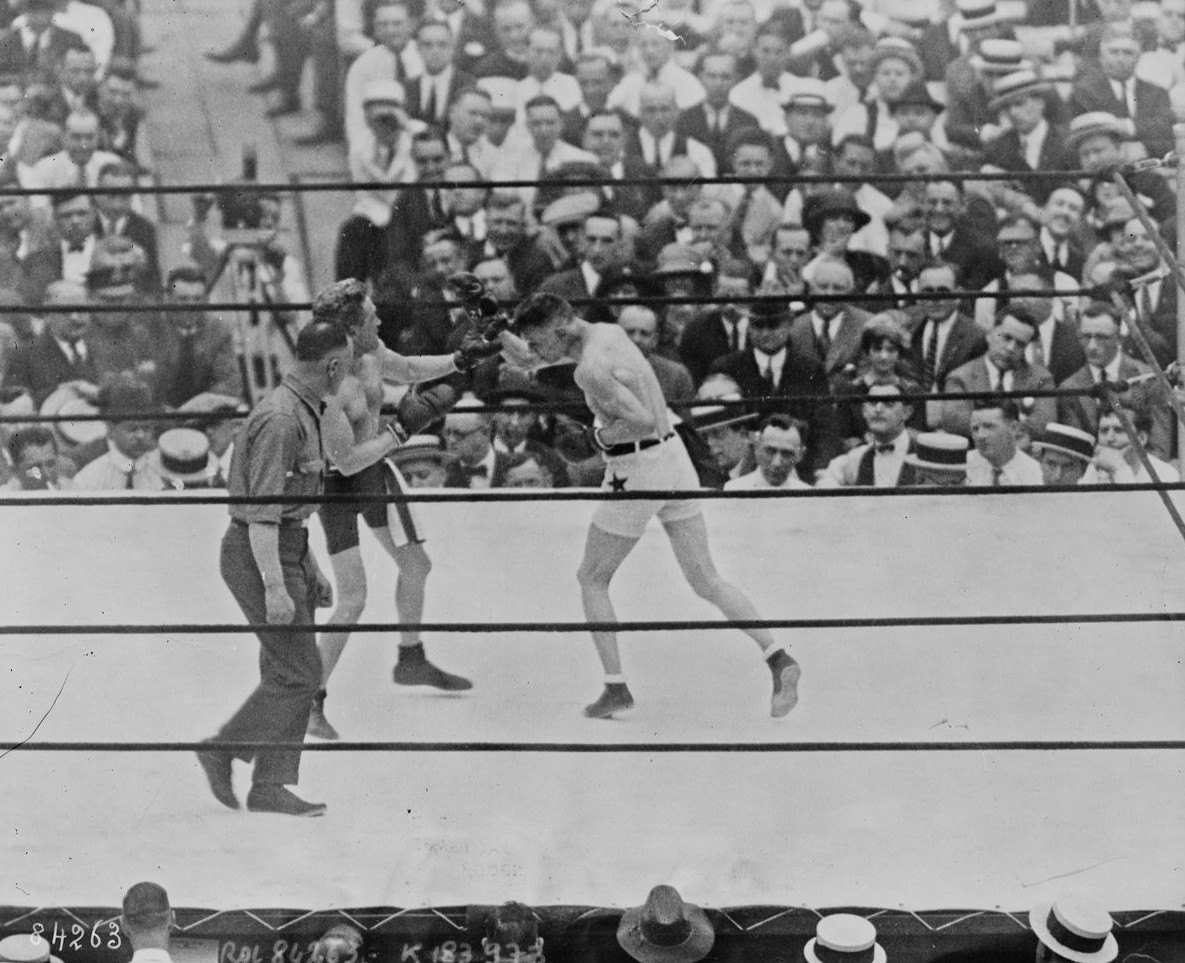
La droite du Français s'élance vers Kilbane.
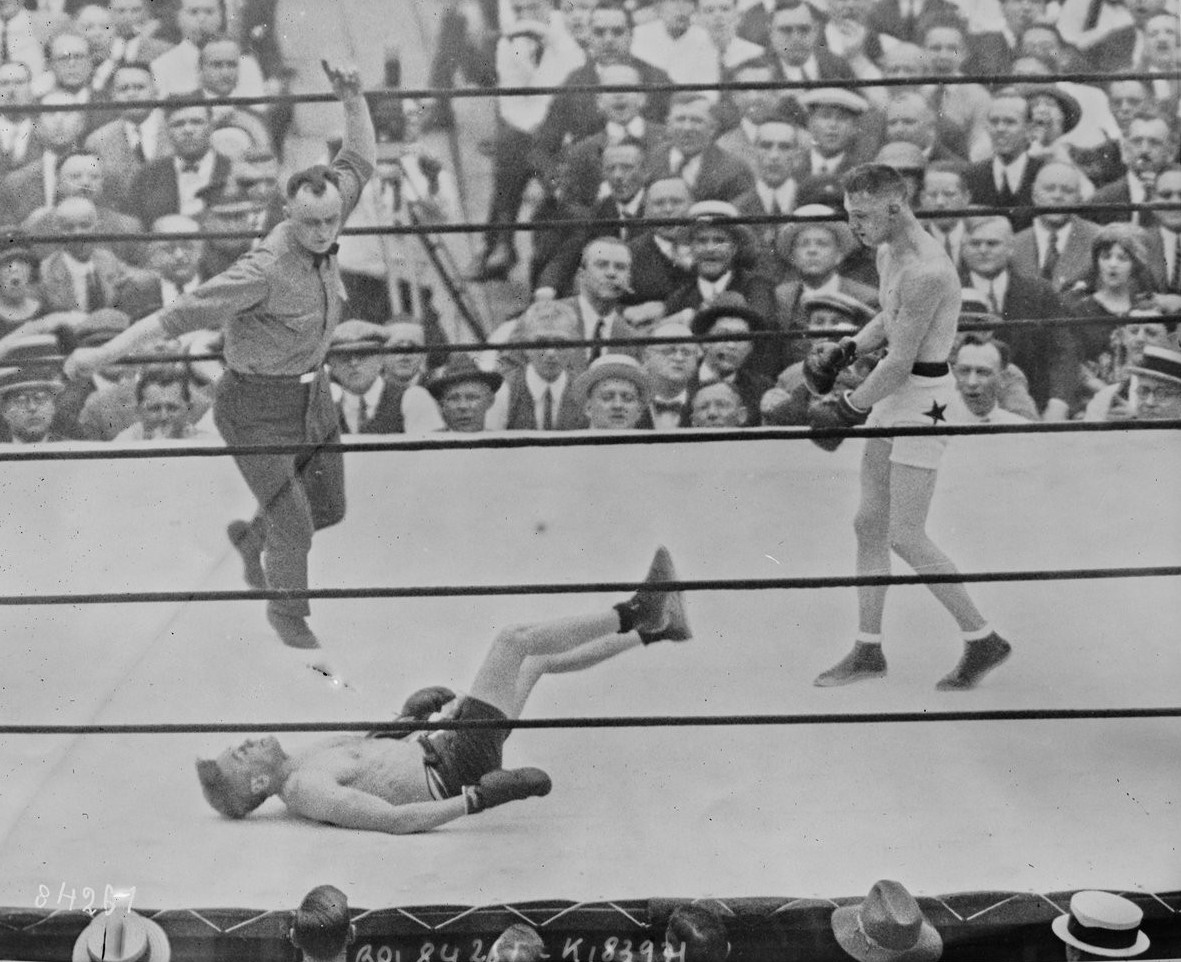
Criqui envoie Kilbane au tapis.
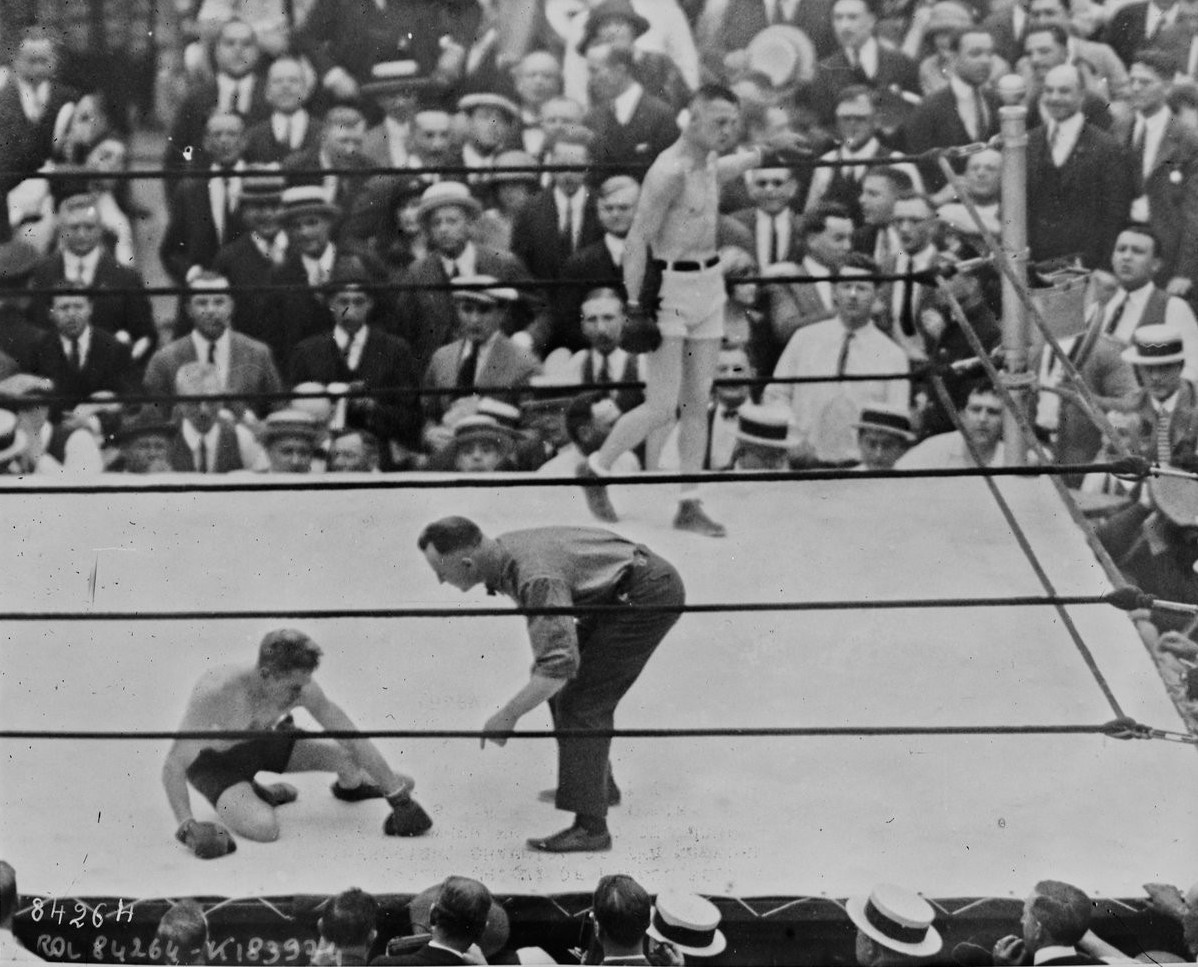
Compté par l'arbitre, Kilbane peine à se relever.

Comme prévu par une clause de son contrat avec Kilbane, le nouveau champion du monde français doit remettre sa ceinture en jeu face à Johnny Dundee dans les semaines suivant son sacre. Criqui n'a pas le temps de retourner en France, il enchaîne les événements en Amérique et prépare sa défense de ceinture, organisée par le promoteur irlando-américain du Polo Grounds Tom O'Rourke le 26 juillet 1923.
Dès la première reprise, Criqui est touché à la pointe du menton et est compté au sol pour neuf secondes. La suivante le voit aller au sol à deux reprises, pour sept et neuf secondes, évitant la défaite par KO de peu. Criqui titube, chancelle, mais trouve l'énergie de poursuivre le combat qui tourne nettement à l'avantage du challenger. L'Américain l'emporte aux points à l’issue des 15 reprises après avoir mis à terre Criqui quatre fois. Dans sa déclaration d'après-match envoyé en France par télégramme, Criqui déclare : « J'ai défendu ma couronne jusqu'au bout avec la dernière énergie et je crois que l'honneur du sport français est sauf ».

### Derniers combats

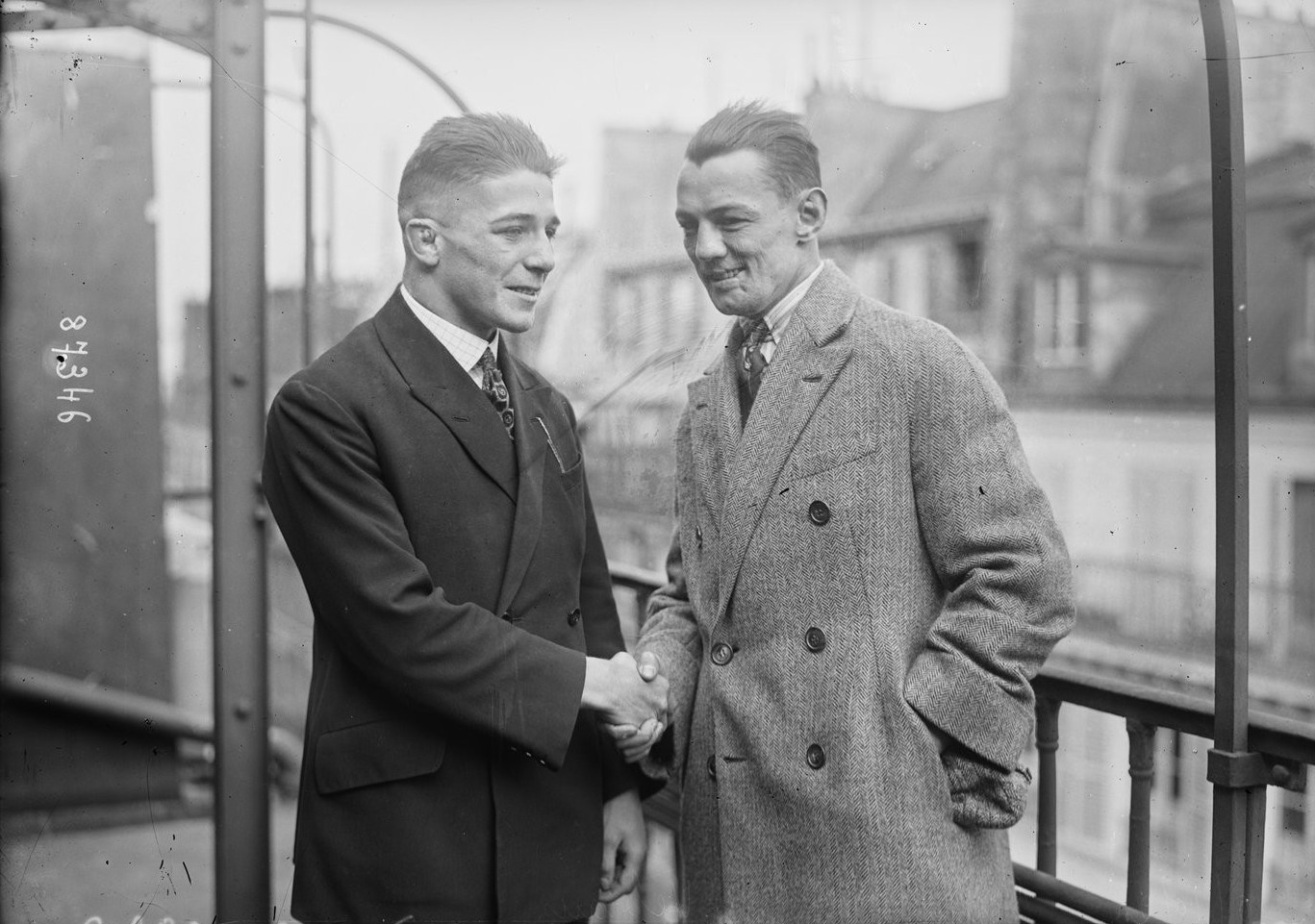
Henry Hébrans et Eugène Criqui (à droite) se rencontrent avant leur match caritatif en faveur des laboratoires.

Après la désillusion de sa campagne américaine, Eugène Criqui loue une villa à la campagne pour se reposer auprès de sa femme. La basse-cour panse sa rancœur et son dégoût pour le sport, le titi parisien s'émerveille pour la campagne française. Assez vite cependant, l'athlète doit retourner à l'entraînement car son manager, Robert Eudeline, a engagé sa parole pour disputer un match au profit des laboratoires. La boxe n'a pas bonne presse car le public jalouse les gains grandissant des athlètes,. Eudeline espère à cette occasion rendre son champion encore plus populaire en récupérant la cause d'un combat taillé pour la revanche entre Georges Carpentier et Battling Siki.
Lors de ce combat, Criqui se voit opposé le champion belge Henry Hébrans au Vélodrome d'Hiver de Paris. Ce match est la première compétition sportive retransmise sur la TSF. Alors qu'il affronte son adversaire à titre gracieux, il se casse la main gauche sur son crâne avant de remporter la victoire aux points,. Les examens radioscopiques révèlent une phalange du majeur brisée en son milieu et une cassure du métacarpe. Deux mois plus tard, le champion de France et d'Europe n'est pas remis de sa blessure et ne peut relever le défi de son compatriote Édouard Mascart. Le défi étant antérieur à la blessure et régulier, Criqui se voit retirer ses titres administrativement.

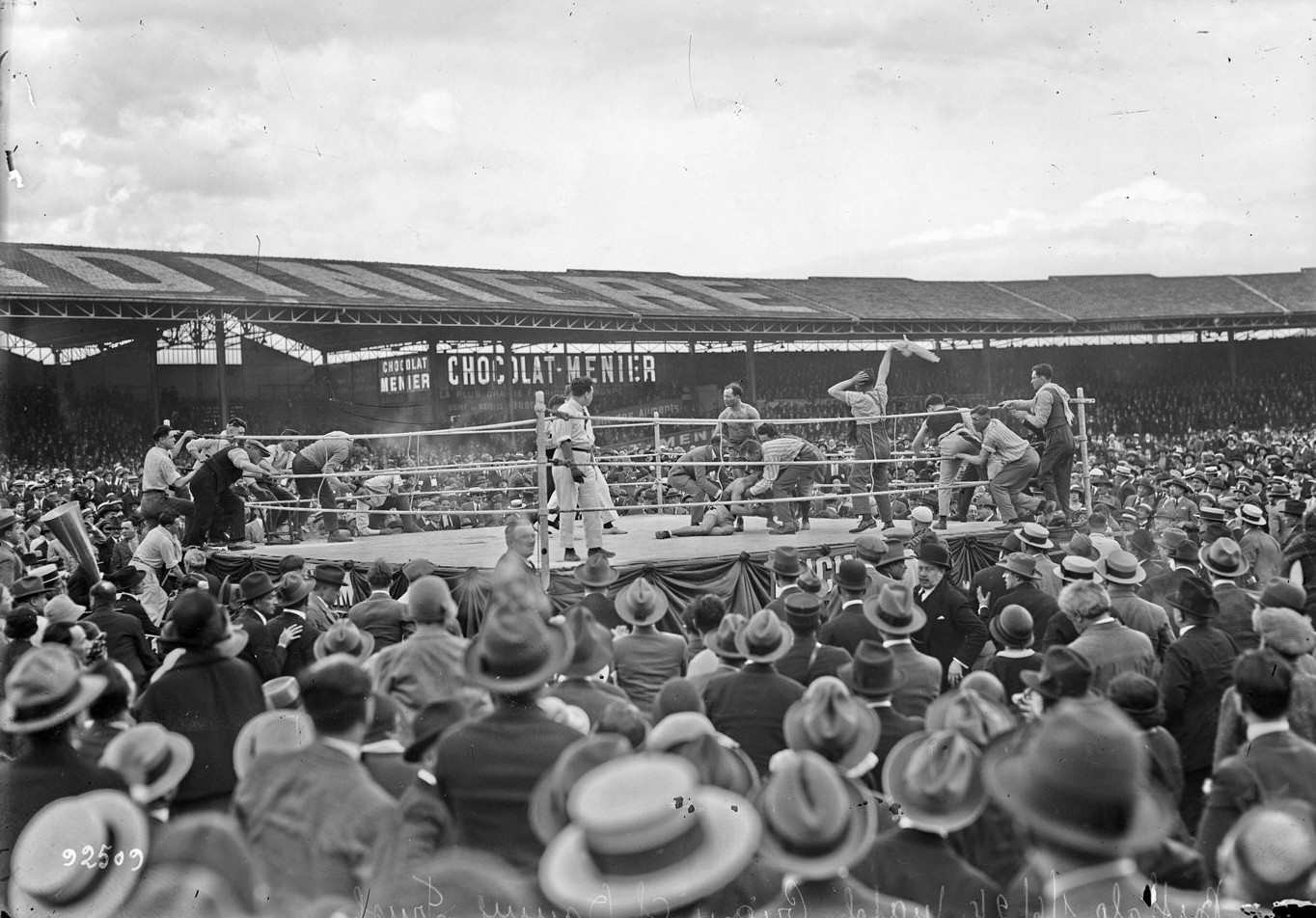
Le stade Buffalo est plein pour assister à la défaite d'Eugène Criqui face à Danny Frush.

Le 1er juin 1924, rétabli de la blessure qui a failli mettre un terme à sa carrière pugilistique, Eugène Criqui retrouve le ring au stade Buffalo face à Danny Frush, un boxeur irlando-américain de grande classe âgé de 22 ans. Préparé avec Ascensio, un bon boxeur, cinq semaines en Algérie puis à Pontoise, Eugène Criqui ne trouve pas son punch et s'incline nettement, mis KO par l'Anglais à la huitième reprise.
À la fin du mois du juillet, le boxeur est blessé dans un accident de la route. L'éclatement d'un pneu arrière le propulse sur la route, ce qui lui provoque une entorse à la cheville dont il est opéré aussitôt. L'âge avançant, Eugène Criqui se dirige vers la retraite sportive mais il souhaite terminer sa carrière pugilistique sur un ultime succès. Il demande une licence de manager à la Fédération française de boxe, qui la lui refuse et lui accorde celle de directeur de combat professionnel. S'il ne l'est pas officiellement, Eugène Criqui entame une carrière de manager déguisée derrière son ami Henri Pilgrain, administrateur officiel de l'équipe. En juillet 1926, il voyage en Argentine avec ses poulains : Antoine Ascensio, Serge Artakoff et Alf Ross, pour sortir de deux années de retraite,. Sa reprise se conclut par un échec face au champion chilien Carlos Uzabeaga et il rentre en France, annonçant une nouvelle fois sa retraite,,.
Loin des rings, hors de forme, Eugène Criqui affronte Panama Al Brown au Vélodrome d'Hiver le 2 avril 1927. L'exceptionnel boxeur panaméen envoie le Français au tapis d'un enchaînement gauche-droit au début du troisième round. Après s'être relevé au compte de huit secondes, Criqui expédie immédiatement Brown à terre à son tour, étonnant l'audience qui crie au combat arrangé. Le président de la Fédération française de boxe Paul Rousseau déclenche une enquête sur la rencontre, qui n'aboutit à rien. En fin d'année, il tente également sa chance face à Gustave Humery pour le championnat de France mais est arrêté au 6e round.

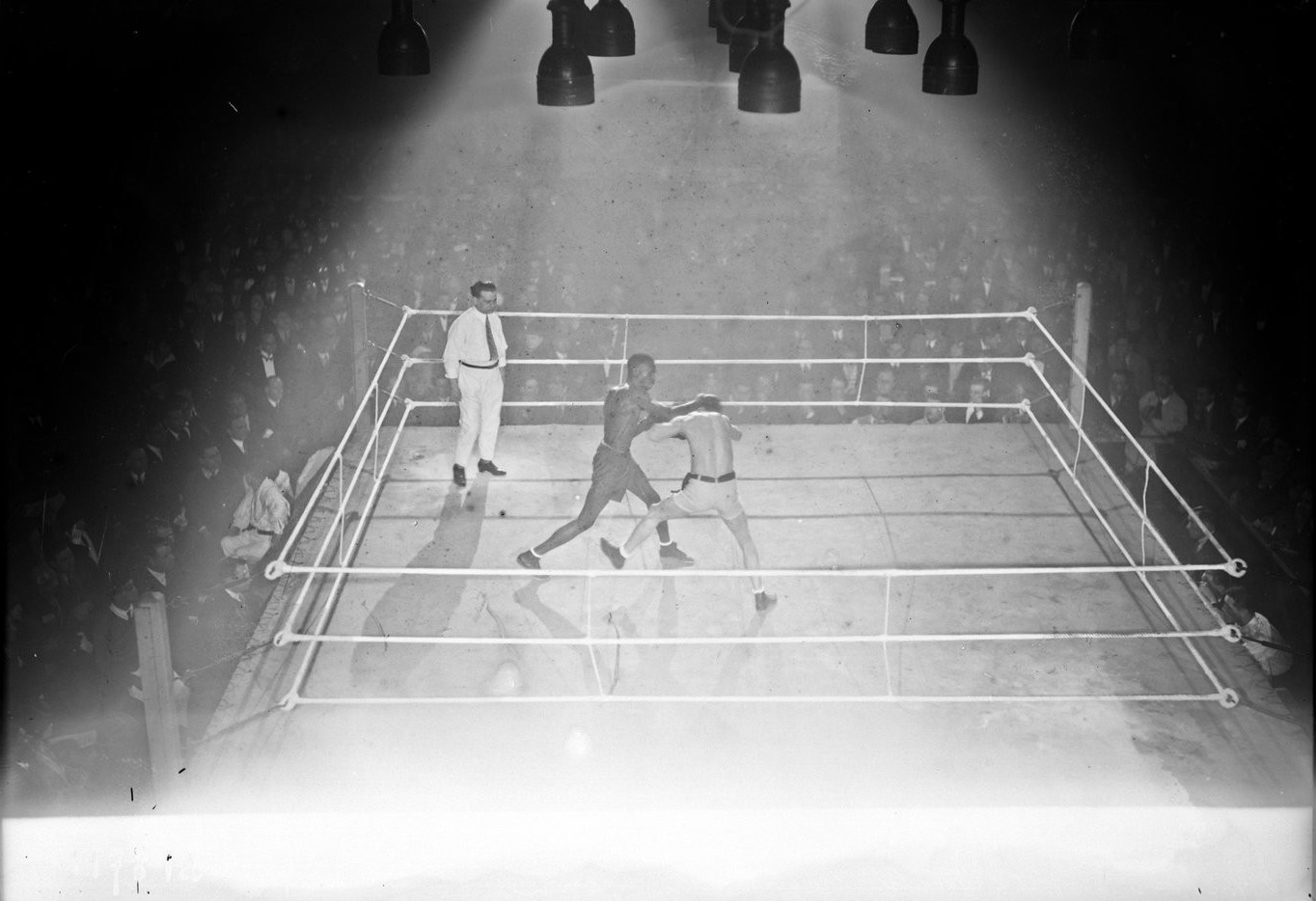
Al Brown domine le début du combat.
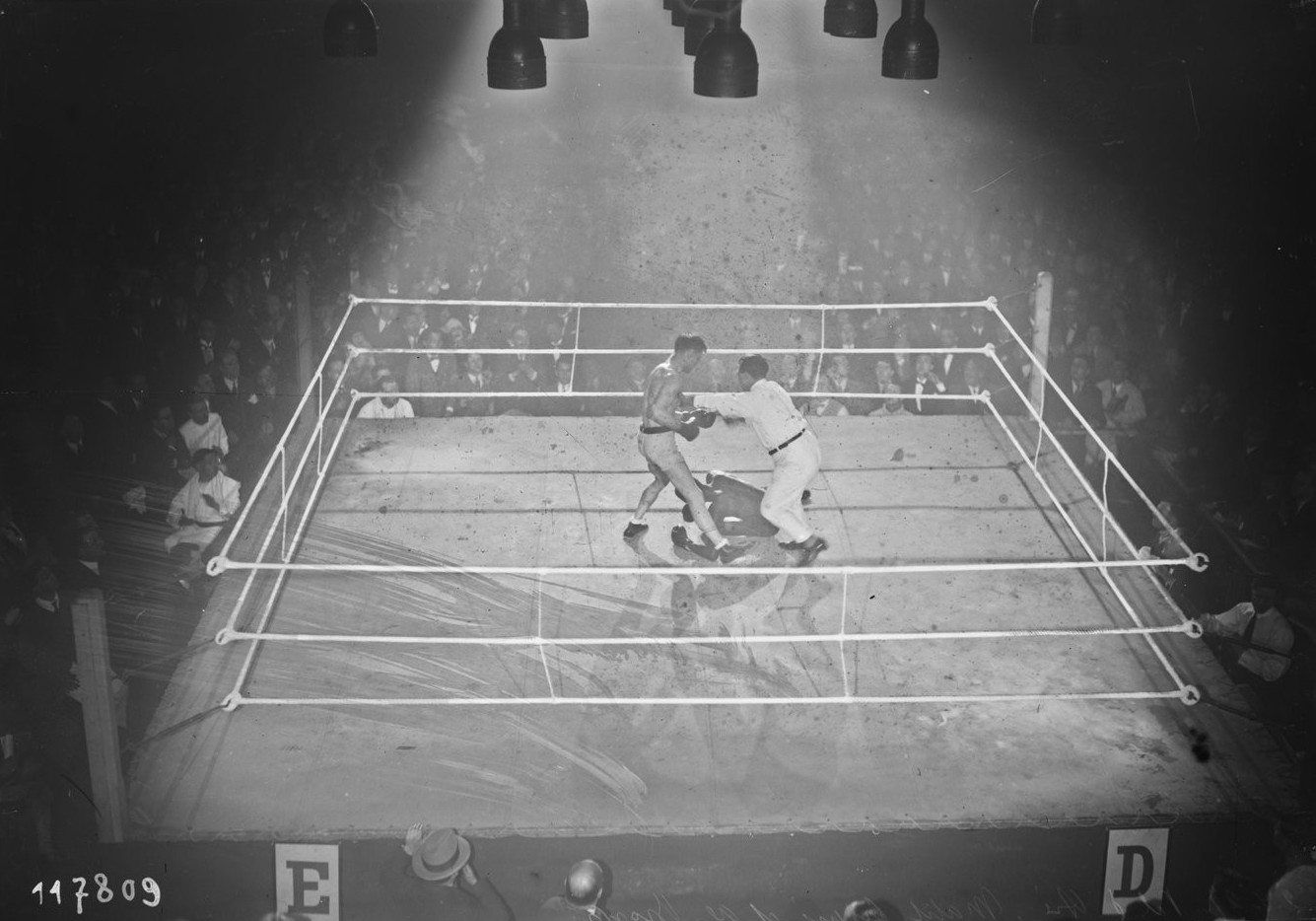
À la surprise générale, Criqui envoie au tapis son adversaire.
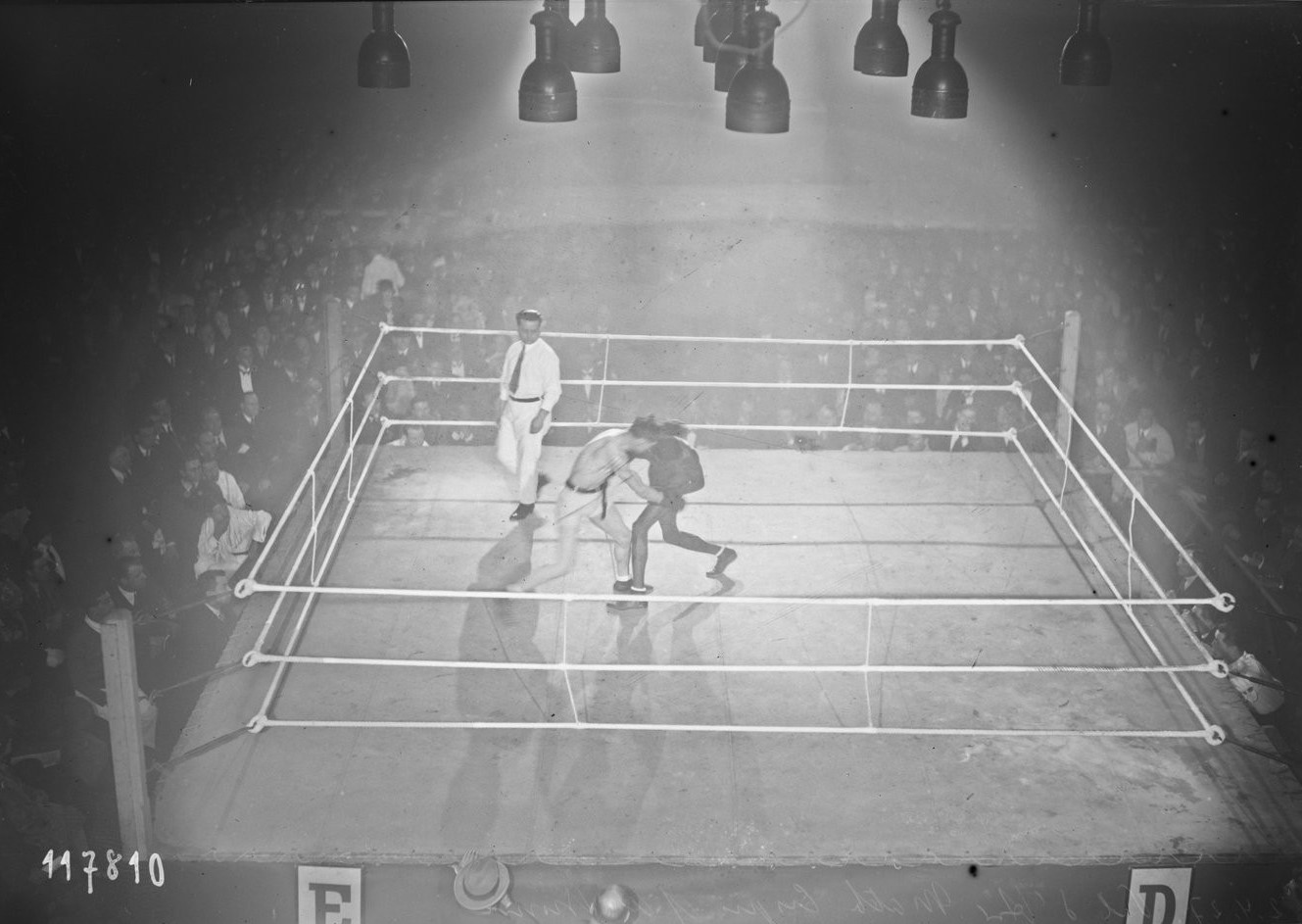
Bien sur ses appuis, Brown attaque.
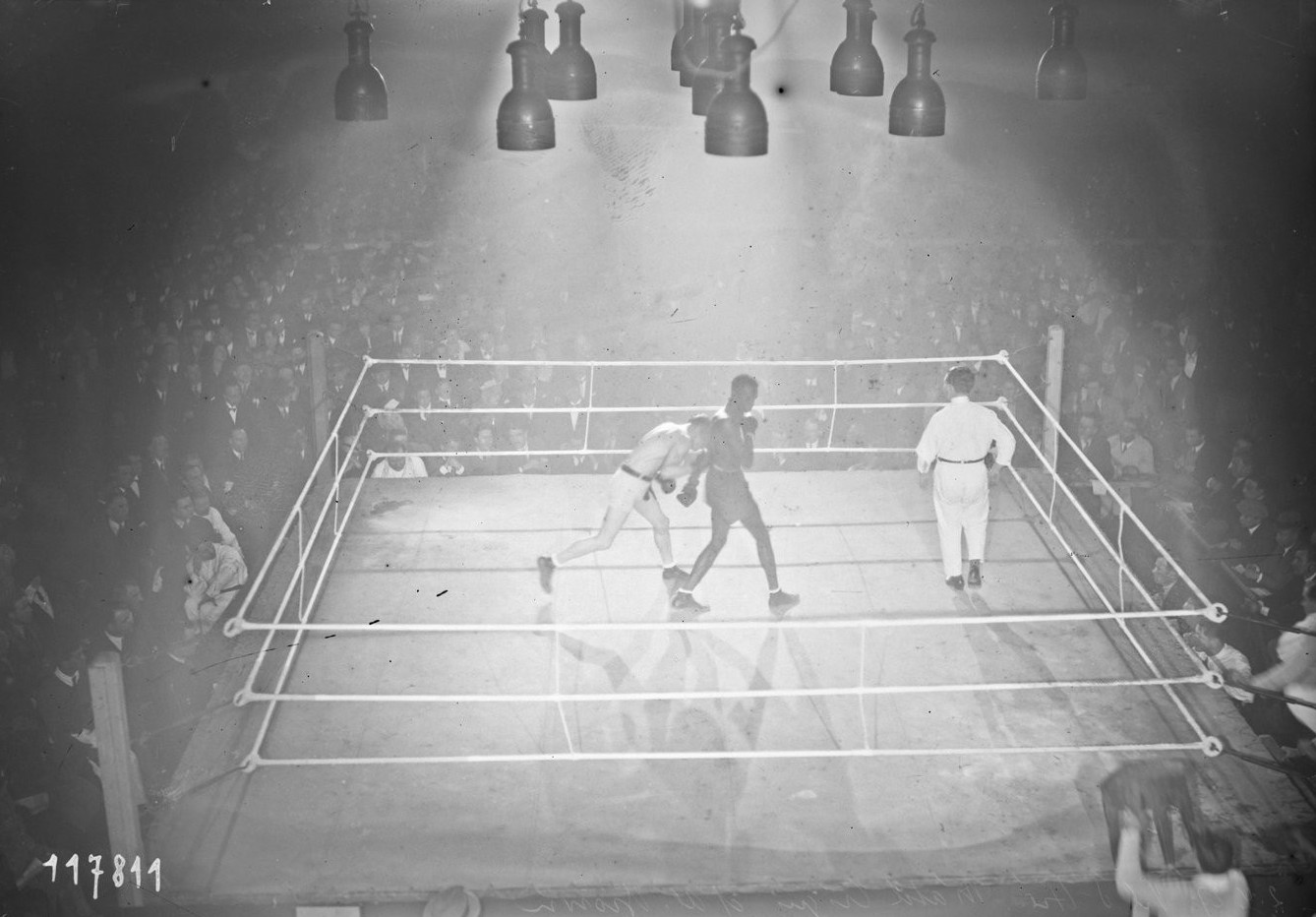
Le style de Brown impressionne, il va jusqu'à tenter des coups de poing retournés.

Pour Le Figaro, ces derniers combats contre de jeunes champions lui portent préjudice. Sa quête de la dernière victoire s'achève en mars 1928 avec une décision favorable aux points face à l'Américain Kid Carter au Cirque d'Hiver. Eugène Criqui prend définitivement sa retraite sportive.

### Après-carrière
Eugène Criqui devient entraîneur et donne des cours de boxe anglaise le soir au stade Anastasie. Il compte parmi ses premiers élèves le joueur de rugby à XV Charles Herzowitch. Il s'occupe d'une petite vedette pugilistique, Jo Populo.
En 1941, Criqui chute gravement à bicyclette et se brise la hanche,. Criqui, qui survit avec sa pension de Poilu mutilé après de mauvaises affaires financières, subit une convalescence difficile et vit en ermite au Vert-Galant,. Le monde sportif se mobilise pour aider l'ancien champion du monde et collecte près de 300 000 francs lors d'une soirée de gala en son hommage marquée par la mise de gants de André Routis et Charles Ledoux vingt ans après leur affrontement officiel.
Peu à peu, l'ancien champion du monde de boxe tombe dans l'oubli. Il conseille de jeunes boxeurs à Livry-Gargan. En 1950, Criqui signe l'appel de Stockholm. Retraité habitant un petit pavillon de Villepinte, il préside activement l’Association amicale des anciens combattants et mutilés. Admis comme pensionnaire de la maison de retraite des artistes de Ris-Orangis en 1968, il devient aveugle à la fin de sa vie avant de mourir en 1977 à la maison de repos de Villepinte. Il est inhumé au cimetière parisien de Pantin dans la 21e division.

## Palmarès
Deux décennies après avoir pris sa retraite, Eugène Criqui indiquait à Paris-Soir avoir effectué entre 400 et 500 combats entre ses 16 et 35 ans. Le palmarès du boxeur parisien diffère selon les sources car il est souvent difficile à cette époque de distinguer les combats officiels des exhibitions. De plus, trois classes de boxeurs sont reconnus au début de sa carrière : les amateurs, les professionnels et les novices ; ses premiers combats en tant que novices sont inclus dans le palmarès professionnel d'Eugène Criqui. Son palmarès officiel est le suivant, :
| 135 combats     | 104 victoires | 16 défaites |
| Avant la limite | 62            | 5           |
| Sur décision    | 42            | 11          |
| Match nul       | 15            | 15          |

| Décision possible : KO • TKO (KO technique) • UD (décision aux points unanime) • MD (décision aux points majoritaire) • SD (décision aux points partagée) • D (match nul) • NC (sans décision) • RTD (abandon) |           |                     |      |         |                   |                                  |                                                                                         |
| Résultat | Record    | Adversaire          | Type | Round   | Date              | Lieu                             | Notes                                                                                   |
| Victoire | 104-16-15 | Benny Carter        | PTS  | 10      | 19 mars 1928      | Cirque d'Hiver, Paris            |                                                                                         |
| Défaite | 103-16-15 | Gustave Humery      | TKO  | 6 (12)  | 20 décembre 1927  | Cirque de Paris, Paris           | Championnat de France des poids plumes.                                                 |
| Défaite | 103-15-15 | Panama Al Brown     | UD   | 10      | 2 avril 1927      | Vélodrome d'Hiver, Paris         | [ 114 ]                                                                                 |
| Défaite | 103-14-15 | Carlos Uzabeaga     | PTS  | 10      | 6 octobre 1926    | Buenos Aires                     | ,                                                                                       |
| Défaite | 103-13-15 | Danny Frush         | KO   | 8 (15)  | 1er juin 1924     | Stade Buffalo, Montrouge         | [ 92 ]                                                                                  |
| Victoire | 103-12-15 | Henry Hébrans       | PTS  | 15      | 6 octobre 1923    | Vélodrome d'Hiver, Paris         | ,                                                                                       |
| Défaite | 102-12-15 | Johnny Dundee       | PTS  | 15      | 26 juillet 1923   | Polo Grounds, New York           | Championnat du monde des poids plumes.                                                  |
| Victoire | 102-11-15 | Johnny Kilbane      | TKO  | 6 (15)  | 2 juin 1923       | Polo Grounds, New York           | Championnat du monde des poids plumes.                                                  |
| Victoire | 101-11-15 | Billy Matthews      | RTD  | 17 (20) | 2 décembre 1922   | Vélodrome d'Hiver, Paris         | Championnat d'Europe EBU des poids plumes.                                              |
| Victoire | 100-11-15 | Ben Callicott       | KO   | 2 (15)  | 17 novembre 1922  | Cirque des Variétés, Liège       |                                                                                         |
| Victoire | 99-11-15  | Walter Rossi        | KO   | 1 (20)  | 4 novembre 1922   | Vélodrome d'Hiver, Paris         | Championnat d'Europe EBU des poids plumes.                                              |
| Victoire | 98-11-15  | Arthur Wyns         | RTD  | 6 (20)  | 9 septembre 1922  | Vélodrome d'Hiver, Paris         | Championnat d'Europe EBU des poids plumes.                                              |
| Victoire | 97-11-15  | Arthur Wyns         | KO   | 12 (20) | 7 juillet 1922    | Cirque de Paris, Paris           | Championnat d'Europe EBU des poids plumes                                               |
| Victoire | 96-11-15  | Tom Anderson        | KO   | 1       | 25 juin 1922      | Casino de la Plage, Marseille    |                                                                                         |
| Victoire | 95-11-15  | Joseph Youyou       | KO   | 3 (10)  | 16 juin 1922      | Frontón Condal, Barcelone        |                                                                                         |
| Victoire | 94-11-15  | Joe Fox             | TKO  | 12 (20) | 29 mai 1922       | Holland Park Rink, Londres       |                                                                                         |
| Victoire | 93-11-15  | Ben Callicott       | KO   | 3 (15)  | 11 avril 1922     | Cirque de Paris, Paris           | [ 60 ]                                                                                  |
| Victoire | 92-11-15  | Charles Ledoux      | KO   | 1 (15)  | 4 février 1922    | Vélodrome d'Hiver, Paris         | [ 54 ]                                                                                  |
| Victoire | 91-11-15  | Georges Gaillard    | DQ   | 5 (20)  | 6 décembre 1921   | Cirque de Paris, Paris           | Championnat de France des poids plumes.                                                 |
| Victoire | 90-11-15  | Alfons Spaniers     | KO   | 2 (15)  | 25 octobre 1921   | Cirque de Paris, Paris           | .                                                                                       |
| Victoire | 89-11-15  | Auguste Grassi      | KO   | 1 (15)  | 27 septembre 1921 | Cirque de Paris, Paris           | Championnat de France des poids plumes,.                                                |
| Victoire | 88-11-15  | Dencio Cabanela     | KO   | 14 (20) | 19 mars 1921      | Sydney Stadium, Sydney           |                                                                                         |
| Victoire | 87-11-15  | Silvino Jamito      | PTS  | 20      | 19 février 1921   | Sydney Stadium, Sydney           |                                                                                         |
| Victoire | 86-11-15  | Sid Godfrey         | KO   | 10 (20) | 5 février 1921    | Sydney Stadium, Sydney           |                                                                                         |
| Victoire | 85-11-15  | Jerry Sullivan      | RTD  | 13 (20) | 8 janvier 1921    | Sydney Stadium, Sydney           |                                                                                         |
| Victoire | 84-11-15  | Bert Spargo         | KO   | 18 (20) | 18 décembre 1920  | Sydney Stadium, Sydney           |                                                                                         |
| Victoire | 83-11-15  | Jackie Green        | KO   | 4 (20)  | 20 novembre 1920  | Sydney Stadium, Sydney           |                                                                                         |
| Victoire | 82-11-15  | Vince Blackburn     | RTD  | 9 (20)  | 23 octobre 1920   | Sydney Stadium, Sydney           | [ 47 ]                                                                                  |
| Victoire | 81-11-15  | Young Baker         | KO   | 1 (15)  | 26 juin 1920      | Cirque de Paris, Paris           |                                                                                         |
| Victoire | 80-11-15  | Joe Mandell         | KO   | 12 (12) | 17 avril 1920     | Cirque de Paris, Paris           | [ 42 ]                                                                                  |
| Défaite | 79-11-15  | Memphis Pal Moore   | TKO  | 14 (20) | 26 décembre 1919  | Royal Albert Hall, Londres       | [ 41 ]                                                                                  |
| Victoire | 79-10-15  | Sam Keller          | TKO  | 5 (20)  | 29 octobre 1919   | Salle Wagram, Paris              | [ 38 ]                                                                                  |
| Victoire | 78-10-15  | Walter Ross         | KO   | 15 (20) | 18 septembre 1919 | Holborn Stadium (en), Londres    | ,                                                                                       |
| Victoire | 77-10-15  | Digger Evans        | KO   | 9 (20)  | 18 juillet 1919   | Nouveau Cirque, Paris            | [ 35 ]                                                                                  |
| Match nul | 76-10-15  | Tommy Noble         | D    | 20      | 27 juin 1919      | Nouveau Cirque, Paris            | [ 116 ]                                                                                 |
| Victoire | 76-10-14  | Auguste Grassi      | TKO  | 8       | 3 juin 1919       | Casablanca                       |                                                                                         |
| Victoire | 75-10-14  | Léon Poutet         | TKO  | 6       | 25 mai 1919       | Casino de la Plage, Marseille    |                                                                                         |
| Défaite | 74-10-14  | Tommy Noble (en)    | KO   | 19 (20) | 10 avril 1919     | Holborn Stadium, Holborn         | [ 40 ]                                                                                  |
| Victoire | 74-9-14   | Steve Kid Sullivan  | KO   | 1 (10)  | 6 février 1919    | Salle Wagram, Paris              |                                                                                         |
| Victoire | 73-9-14   | Jimmy Doyle         | KO   | 6       | 3 janvier 1919    | Pauillac                         |                                                                                         |
| Victoire | 72-9-14   | Osmin Lurie         | TKO  | 4       | 1er janvier 1919  | Bordeaux                         |                                                                                         |
| Victoire | 71-9-14   | Marcel Lepreux      | PTS  | 6       | 7 novembre 1918   | National Sporting Club, Paris    |                                                                                         |
| Victoire | 70-9-14   | Auguste Grassi      | KO   | 2 (6)   | 26 septembre 1918 | National Sporting Club, Paris    | [ 117 ]                                                                                 |
| Victoire | 69-9-14   | Paul Bertal         | PTS  | 10      | 4 août 1918       | Marseille                        | [ 118 ]                                                                                 |
| Victoire | 68-9-14   | Jimmy O'Day         | KO   | 2 (10)  | 27 juillet 1918   | Nouveau Cirque, Paris            | [ 33 ]                                                                                  |
| Victoire | 67-9-14   | Arthur Wyns         | PTS  | 10      | 12 juillet 1918   | National Sporting Club, Paris    | [ 34 ]                                                                                  |
| Victoire | 66-9-14   | Eugene Clifford     | KO   | 2       | 4 juillet 1918    | Paris                            | [ 34 ]                                                                                  |
| Victoire | 65-9-14   | André Maestrini     | PTS  | 12      | 20 juin 1918      | National Sporting Club, Paris    | [ 34 ]                                                                                  |
| Victoire | 64-9-14   | Joseph Marty        | TKO  | 9 (10)  | 30 mai 1918       | National Sporting Club, Paris    | ,                                                                                       |
| Victoire | 63-9-14   | Arthur Pain         | KO   | 3 (6)   | 23 mai 1918       | National Sporting Club, Paris    |                                                                                         |
| Victoire | 62-9-14   | Cherubin Durocher   | TKO  | 6       | 29 avril 1918     | Perpignan                        | [ 119 ]                                                                                 |
| Victoire | 61-9-14   | Auguste Grassi      | TKO  | 8 (12)  | 21 avril 1918     | Arènes des Amidonniers, Toulouse | [ 120 ]                                                                                 |
| Victoire | 60-9-14   | Cherubin Durocher   | KO   | 3       | 18 avril 1918     | National Sporting Club, Paris    |                                                                                         |
| Victoire | 59-9-14   | Auguste Grassi      | KO   | 3       | 28 mars 1918      | National Sporting Club, Paris    |                                                                                         |
| Victoire | 58-9-14   | Bombardier Rousseau | KO   | 7 (15)  | 11 mars 1918      | Théâtre des Nouveautés, Toulouse |                                                                                         |
| Victoire | 57-9-14   | Max Henry           | PTS  |         | 1er mars 1918     | National Sporting Club, Paris    |                                                                                         |
| Victoire | 56-9-14   | Jules Husson        | TKO  |         | 9 février 1918    | National Sporting Club, Paris    | [ 121 ]                                                                                 |
| Victoire | 55-9-14   | Marcel Lepreux      | PTS  | 6       | 25 janvier 1918   | National Sporting Club, Paris    |                                                                                         |
| Victoire | 54-9-14   | Bombardier Rousseau | PTS  | 12      | 18 janvier 1918   | Bordeaux                         |                                                                                         |
| Victoire | 53-9-14   | Messens             | KO   | 2       | 13 janvier 1918   | National Sporting Club, Paris    |                                                                                         |
| Victoire | 52-9-14   | Édouard Prie        | PTS  | 6       | 20 décembre 1917  | National Sporting Club, Paris    | [ 122 ]                                                                                 |
| Victoire | 51-9-14   | Alfred Francis      | PTS  | 6       | 6 décembre 1917   | National Sporting Club, Paris    | [ 123 ]                                                                                 |
| Victoire | 50-9-14   | Marcel Lepreux      | PTS  | 12      | 4 novembre 1917   | Dunkerque                        | [ 124 ]                                                                                 |
| Victoire | 49-9-14   | Marcx               | KO   | 9 (12)  | 20 octobre 1917   | Bordeaux                         | [ 125 ]                                                                                 |
| Victoire | 48-9-14   | Édouard Prie        | PTS  | 6       | 11 octobre 1917   | National Sporting Club, Paris    |                                                                                         |
| Victoire | 47-9-14   | Cherubin Durocher   | PTS  | 6       | 3 octobre 1917    | Paris                            |                                                                                         |
| Victoire | 46-9-14   | Georges Dravin      | TKO  | 5       | 26 septembre 1917 | Paris                            |                                                                                         |
| Victoire | 45-9-14   | Georges Gravat      | PTS  | 4       | 26 février 1917   | National Sporting Club, Paris    | [ 126 ]                                                                                 |
| Défaite | 44-9-14   | Charles Ledoux      | TKO  | 12 (20) | 10 juillet 1914   | Élysée Montmartre, Paris         | [ 17 ]                                                                                  |
| Victoire | 44-8-14   | Jack Bertin         | PTS  | 10      | 28 juin 1914      | Bordeaux                         |                                                                                         |
| Victoire | 43-8-14   | Cherubin Durocher   | PTS  | 15      | 19 juin 1914      | Élysée Montmartre, Paris         |                                                                                         |
| Victoire | 42-8-14   | Georges Lefebvre    | TKO  | 7       | 4 juin 1914       | Nantes                           |                                                                                         |
| Victoire | 41-8-14   | Abe Mantell         | PTS  | 20      | 16 mai 1914       | Wonderland, Paris                |                                                                                         |
| Victoire | 40-8-14   | Jim Harry           | KO   | 6       | 10 mai 1914       | Arènes de la Benatte, Bordeaux   |                                                                                         |
| Victoire | 39-8-14   | Marcel Lepreux      | PTS  | 20      | 1er mai 1914      | Élysée Montmartre, Paris         |                                                                                         |
| Victoire | 38-8-14   | Jack Bertin         | PTS  | 10      | 10 avril 1914     | Élysée Montmartre, Paris         |                                                                                         |
| Défaite | 37-8-14   | Percy Jones         | PTS  | 20      | 26 mars 1914      | Liverpool Stadium, Liverpool     | Championnat d'Europe EBU des poids mouches. Championnat du monde IBU des mouches poids. |
| Victoire | 37-7-14   | Pat McAllister      | KO   | 10 (15) | 13 mars 1914      | Élysée Montmartre, Paris         | [ 14 ]                                                                                  |
| Victoire | 36-7-14   | Jack Bertin         | PTS  | 10      | 7 mars 1914       | Boxing-Buttes, Paris             |                                                                                         |
| Victoire | 35-7-14   | Cherubin Durocher   | TKO  | 7 (10)  | 1er mars 1914     | Troyes                           |                                                                                         |
| Victoire | 34-7-14   | Gaston Simon        | KO   | 5 (10)  | 16 février 1914   | Salle de l'Alhambra, Orléans     |                                                                                         |
| Victoire | 33-7-14   | Percy Jones         | PTS  | 15      | 12 février 1914   | Liverpool Stadium, Liverpool     |                                                                                         |
| Match nul | 32-7-14   | Robert Dastillon    | D    | 12      | 31 décembre 1913  | Wonderland, Paris                |                                                                                         |
| Défaite | 32-7-13   | Marcel Lepreux      | PTS  | 10      | 29 novembre 1913  | Wonderland, Paris                | [ 127 ]                                                                                 |
| Match nul | 32-6-13   | Robert Dastillon    | D    | 20      | 31 octobre 1913   | Wonderland, Paris                | [ 128 ]                                                                                 |
| Victoire | 32-6-12   | Johnny Daly         | DQ   | 5       | 4 octobre 1913    | Wonderland, Paris                |                                                                                         |
| Victoire | 31-6-12   | Édouard Prie        | DQ   | 5       | 24 août 1913      | Enghien                          |                                                                                         |
| Victoire | 30-6-12   | Fred Anderson       | PTS  | 10      | 1er août 1913     | Élysée Montmartre, Paris         |                                                                                         |
| Victoire | 29-6-12   | Paul Manceau        | PTS  | 10      | 12 juin 1913      | Chantilly                        |                                                                                         |
| Match nul | 28-6-12   | Auguste Grassi      | D    | 12      | 6 juin 1913       | Élysée Montmartre, Paris         |                                                                                         |
| Victoire | 28-6-11   | Sébastien Demey     | KO   | 6 (10)  | 23 mai 1913       | Élysée Montmartre, Paris         |                                                                                         |
| Défaite | 27-6-11   | Sid Smith           | UD   | 20      | 11 avril 1913     | Élysée Montmartre, Paris         | Championnat d'Europe EBU des poids mouches. Champion du monde IBU des poids mouches.    |
| Victoire | 27-5-11   | Édouard Prie        | PTS  | 10      | 17 mars 1913      | Paris                            |                                                                                         |
| Victoire | 26-5-11   | Albert Bouzonnie    | PTS  | 10      | 21 février 1913   | Élysée Montmartre, Paris         | ,                                                                                       |
| Victoire | 25-5-11   | Bombardier Rousseau | PTS  | 10      | 15 février 1913   | Bordeaux                         |                                                                                         |
| Match nul | 24-5-11   | Alf Mansfield       | D    | 10      | 10 janvier 1913   | Élysée Montmartre, Paris         |                                                                                         |
| Match nul | 24-5-10   | Marcel Lepreux      | D    | 10      | 10 décembre 1912  | Palais de la Boxe, Paris         |                                                                                         |
| Match nul | 24-5-9    | Alf Mansfield       | D    | 10      | 15 novembre 1912  | Élysée Montmartre, Paris         |                                                                                         |
| Victoire | 24-5-8    | Cherubin Durocher   | KO   | 5       | 9 novembre 1912   | Boulogne-sur-Mer                 |                                                                                         |
| Victoire | 23-5-8    | Francis Charles     | TKO  | 17 (20) | 30 octobre 1912   | Cirque de Paris, Paris           | Championnat de France des mouches.                                                      |
| Victoire | 22-5-8    | Tom Smith           | PTS  | 15      | 10 octobre 1912   | Birmingham                       |                                                                                         |
| Défaite | 21-5-8    | Pierre Gambetta     | DQ   | 9 (10)  | 8 octobre 1912    | Alcazar d'Été, Avignon           |                                                                                         |
| Victoire | 21-4-8    | Sébastien Demey     | PTS  | 10      | 27 septembre 1912 | Élysée Montmartre, Paris         |                                                                                         |
| Victoire | 20-4-8    | Marcel Lepreux      | PTS  | 10      | 11 août 1912      | Sporting-Palace, Dinard          |                                                                                         |
| Victoire | 19-4-8    | Marcel Lepreux      | TKO  | 13 (15) | 2 août 1912       | Élysée Montmartre, Paris         | Championnat de France des mouches                                                       |
| Victoire | 18-4-8    | Jack Gatehouse      | PTS  | 12      | 28 juin 1912      | Élysée Montmartre, Paris         |                                                                                         |
| Victoire | 17-4-8    | Kid Chicken         | KO   | 9 (10)  | 11 juin 1912      | Boxing Hall, Chantilly           |                                                                                         |
| Défaite | 16-4-8    | Robert Dastillon    | PTS  | 15      | 11 mai 1912       | Wonderland, Paris                |                                                                                         |
| Match nul | 16-3-8    | Jack Gatehouse      | D    | 10      | 16 avril 1912     | Maisons-Laffitte                 |                                                                                         |
| Victoire | 16-3-7    | Édouard Prie        | PTS  | 10      | 12 avril 1912     | Élysée Montmartre, Paris         |                                                                                         |
| Match nul | 15-3-7    | Jack Gatehouse      | D    | 10      | 29 mars 1912      | Premierland Francaise, Paris     |                                                                                         |
| Victoire | 15-3-6    | Jack Gatehouse      | PTS  | 8       | 24 février 1912   | Wonderland, Paris                |                                                                                         |
| Victoire | 14-3-6    | René Voirin         | KO   | 10      | 14 février 1912   | Cirque de Paris, Paris           | Championnat de France des mouches.                                                      |
| Victoire | 13-3-6    | Cherubin Durocher   | PTS  | 4       | 30 décembre 1911  | Wonderland, Paris                |                                                                                         |
| Victoire | 12-3-6    | Buster Brown        | RTD  | 1 (8)   | 30 décembre 1911  | Wonderland, Paris                |                                                                                         |
| Victoire | 11-3-6    | Marcel Lepreux      | PTS  | 8       | 16 décembre 1911  | Wonderland, Paris                | [ 129 ]                                                                                 |
| Victoire | 10-3-6    | René Voirin         | PTS  | 4       | 22 novembre 1911  | Cirque de Paris, Paris           | [ 130 ]                                                                                 |
| Victoire | 9-3-6     | Cherubin Durocher   | PTS  | 6       | 16 novembre 1911  | National Sporting Club, Paris    | [ 131 ]                                                                                 |
| Victoire | 8-3-6     | Jim Barrey          | KO   | 2 (6)   | 28 octobre 1911   | Neuilly-sur-Seine                |                                                                                         |
| Victoire | 7-3-6     | Auguste Relinger    | TKO  | 2       | 21 octobre 1911   | Neuilly-sur-Seine                |                                                                                         |
| Victoire | 6-3-6     | Robert Dastillon    | DQ   | 4       | 30 juillet 1911   | Neuilly-sur-Seine                |                                                                                         |
| Victoire | 5-3-6     | Andre Teyssedre     | PTS  | 6       | 29 juillet 1911   | Neuilly-sur-Seine                |                                                                                         |
| Match nul | 4-3-6     | Alfred Francis      | D    | 8       | 6 mai 1911        | Wonderland, Paris                |                                                                                         |
| Match nul | 4-3-5     | Montors             | D    | 4       | 2 mai 1911        | Paris                            |                                                                                         |
| Défaite | 4-3-4     | Lucien Vinez        | PTS  | 8       | 22 avril 1911     | Wonderland, Paris                | [ 132 ]                                                                                 |
| Défaite | 4-2-4     | Marcel Mouginot     | PTS  | 4       | 4 avril 1911      | Arènes de boxe, Paris            | [ 133 ]                                                                                 |
| Victoire | 4-1-4     | André Teyssedre     | PTS  | 4       | 21 mars 1911      | Arènes de boxe, Paris            |                                                                                         |
| Défaite | 3-1-4     | Paul Manceau        | PTS  | 8       | 6 mars 1911       | Paris                            |                                                                                         |
| Match nul | 3-0-4     | Édouard Prie        | D    | 8       | 16 février 1911   | Wonderland, Paris                |                                                                                         |
| Match nul | 3-0-3     | Alfred Francis      | D    | 8       | 19 janvier 1911   | Paris                            |                                                                                         |
| Victoire | 3-0-2     | Louis Gouzenne      | PTS  | 4       | 15 décembre 1910  | Wonderland, Paris                |                                                                                         |
| Victoire | 2-0-2     | Boyo Lambert        | PTS  | 4       | 26 novembre 1910  | Wonderland, Paris                |                                                                                         |
| Victoire | 1-0-2     | Gouguillon          | KO   |         | 15 octobre 1910   | Wonderland, Paris                |                                                                                         |
| Match nul | 0-0-2     | Fransisque          | D    | 8       | 8 août 1910       | Paris                            |                                                                                         |
| Match nul | 0-0-1     | Édouard Prié        | D    | 8       | 7 juillet 1910    | Paris                            |                                                                                         |

## Distinctions
Eugène Criqui a été honoré à plusieurs reprises pour ses services militaires pendant la Première Guerre mondiale :
- Officier de la Légion d'honneur (7 octobre 1948)[136]
  -  Chevalier de la Légion d'honneur (1er juin 1939)[136],[137]

- Médaille militaire (1er décembre 1928)[136]
- Croix de guerre 1914–1918, palme de bronze [136]
- Médaille Vermeil de la ville de Paris[136].

En 2005, Eugène Criqui est introduit à titre posthume dans l'International Boxing Hall of Fame
À Villepinte, un stade porte son nom.

## Personnalité et style

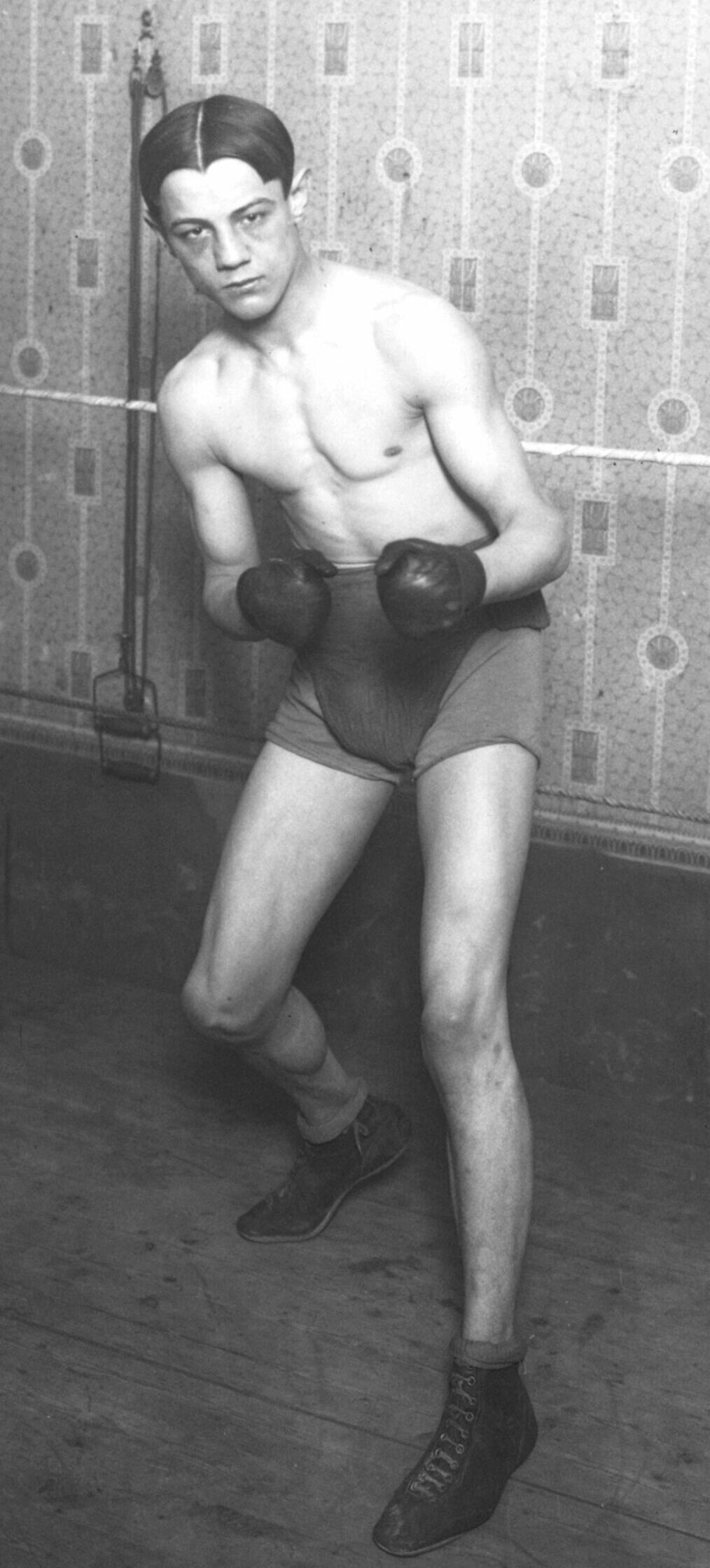
En 1912, Eugène Criqui est un jeune boxeur longiligne, maigre et pâle.

Eugène Criqui est un boxeur de 1,62 m malingre et pâle,. Né sur les hauteurs de Belleville, le « parigot » est narquois, blagueur et parle exclusivement l'argot. N'acceptant pas un apprentissage classique par un professeur, Criqui imite ses camarades. Pour Pierre Hanot, son style à ses débuts est celui d'un « danseur », à l'aise avec les esquives, compensant sa relative faiblesse physique par sa souplesse. Il se déplace bien et est un styliste, Criqui est un boxeur scientifique.
En vieillissant, Criqui perd sa maigreur et monte de catégories, bien qu'il reste toujours le petit boxeur remuant et bagarreur. Teigneux, les épreuves qu'il traverse après sa blessure à la mâchoire renforcent sa résistance aux coups. Le titi parisien se révèle avec une rapidité d'exécution de plus en plus mordante et une puissance de frappe importante pour un combattant de son poids. La presse le couronne « Roi du KO » au début des années 1920, un surnom jugé exagéré par Jacques Mortane qui note qu'il n'a remporté que cinq combats par KO avant la Grande guerre. Mais le boxeur scientifique, « qui utilise son cerveau autant que ses poings, qui étudie l'adversaire, cherche les points faibles et frappe avec jugement » selon une description dans L'Auto en 1920, a trouvé en cours de carrière le poing qui endort et enchaîne les succès avant la limite pendant plusieurs années jusqu'à la perte de son titre de champion du monde en 1923.
Au lendemain de son titre de champion du monde, le romancier Tristan Bernard résume son évolution ainsi en première page de L'Auto : « Le développement de Criqui a suivi une progression salutaire. Dans sa jeunesse, c'était déjà un très beau boxeur qui n'a été complet que lorsqu'il est arrivé à son poids définitif. À plusieurs égards, son voyage en Australie lui a fait du bien, surtout parce qu'il l'a mis en présence de boxeurs très durs et aux jeux variés. On peut dire que de retour de Sydney, ce n'était plus le même homme ».
Au cours de sa carrière, Eugène Criqui est également surnommé « Gégène Gueule cassée » et « le Pâle de Belleville » en raison de sa face blafarde. Dans Le Miroir des sports, André Glarner évoque sa « simplicité naturelle, un peu gavroche » et sa « modestie d'un homme que les succès n'ont pas su griser ».